# نظريات المؤامرة حول الهبوط على سطح القمر
تدّعي نظريات المؤامرة في الهبوط على سطح القمر أن بعض أو كل عناصر برنامج أبولو وهبوط القمر المرتبط بها كانت خدعة نظمتها وكالة ناسا، ربما بمساعدة منظمات أخرى. الادعاء الأكثر بروزا هو أن عمليات الهبوط الستة (1969-1972) كانت مزيفة وأن رواد فضاء أبولو لم يمشوا على سطح القمر. قدمت مجموعات وأفراد مختلفون ادعاءات منذ منتصف عقد السبعينيات من القرن الماضي بأن ناسا وغيرها قد ضللوا الجمهور عن عمد للاعتقاد بأن عمليات الهبوط قد حدثت، عن طريق تصنيع أدلة أو العبث بها أو تدميرها، بما في ذلك صور وأشرطة القياس عن بعد وعمليات البث الإذاعي والتلفازي وعينات صخور القمر.
يوجد الكثير من الأدلة من أطراف ثالثة على عمليات الهبوط، وقد قُدمت ردودٌ مفصلة على ادعاءات المؤامرة. منذ أواخر عام 2000، تمكنت الصور عالية الدقة التي التقطها مستكشف القمر المداري لمواقع هبوط أبولو من العثور على المسارات والآثار التي تركها رواد الفضاء. في عام 2012، صدرت صورٌ توضح أن خمسة من أعلام بعثات أبولو الست الأمريكية الموضوعة على سطح القمر ما تزال قائمة؛ الاستثناء الوحيد هو علم أبولو 11، الذي لم يعد قائمًا ووقع على أرض القمر منذ أن فُجّر عن طريق الخطأ بسبب عادم صاروخ الإقلاع.
على الرغم من دحض الأدلة المقدمة من أطراف ثالثة، حافظ أصحاب نظريات المؤامرة على اهتمام العامة بنظرياتهم لأكثر من 40 عامًا. وأظهرت استطلاعات الرأي التي أجريت في أماكن مختلفة أن ما بين 6-20% من الأمريكيين، و25% من البريطانيين، و28% من الروس الذين شملتهم الاستطلاعات يعتقدون أن عمليات الهبوط لأفراد الطاقم كانت مزيفة. حتى في عام 2001، ادعى برنامج وثائقي أنتجته شبكة فوكس التلفزيونية وعنوانه: نظرية المؤامرة: هل هبطنا على سطح القمر؟(1) أن ناسا قد زيفت أول هبوط في عام 1969 للفوز بسباق الفضاء.

## أصول نظريات المؤامرة
نَشر بيل كايسينغ، ضابط البحرية السابق والحاصل على بكالوريوس الآداب باللغة الإنجليزية، كتابًا مؤثرًا بشكل ذاتي حول موضوع مؤامرة الهبوط على القمر بعنوان «نحن لم نذهب بتاتًا إلى القمر: خدعة الثلاثين مليار دولار الأمريكية»(2) عام 1976. وُظف بيل كايسينغ كاتبًا تقنيًا من قبل روكيتداين، وهي الشركة التي صنعت محركات إف-1 المستخدمة في صاروخ ساتورن 5، وذلك على الرغم من عدم معرفته بالصواريخ أو الكتابة التقنية. شغل كايسينغ منصب رئيس وحدة المنشورات التقنية في مختبر مجال الدفع التابع للشركة حتى عام 1963. أطلقت الادعاءات الكثيرة الموجودة في كتاب كايسينغ بصورة فعالة حول كون الهبوطات على القمر مزيفة. ادّعى الكتاب أن فرصة هبوط ناجح لطاقم على سطح القمر حُسبت وكانت النتيجة 0.0017%، وأنه رغم المراقبة الحثيثة من الاتحاد السوفيتي، كان من السهل على ناسا تزييف الهبوط على القمر بدلًا من الذهاب إلى هناك بصورة حقيقية. كما عكف كايسينغ على رصد وتفحص صور ناسا الثابتة والمتحركة حول تلك الرحلات، وما اعتبره «مجافاتها للمنطق» وفق رأيه.
في عام 1980، اتهمت جمعية الأرض المسطحة وكالة ناسا بتزييف الهبوط، محاججةً بأن الهبوطات نُظمت في أستوديوهات هوليوود وبرعاية والت ديزني، بناءً على سيناريو كتبه آرثر سي. كلارك وأخرجه ستانلي كوبريك. أشارت المختصة بالتراث الشعبي ليندا ديف إلى أن فيلم المخرج والكاتب بيتر هيامس «كابريكون وَن» (1978) الذي يصور رحلة مزيفة إلى المريخ بمركبة فضائية تشبه بصورة مطابقة مركبة أبولو، هو ما أعطى دفعة لرواج نظرية الخدعة في عصر ما بعد حرب فيتنام. ترى ديف توازيًا مع سلوكيات أخرى خلال عصر ما بعد فضيحة ووترغيت، وهو العصر الذي أصبح فيه الرأي العام الأمريكي يميل إلى عدم تصديق الروايات الرسمية. كتبت ديف: «قذف الإعلام الشامل بأنصاف الحقائق تلك إلى منطقة من الظلال تصبح فيها تخمينات العامّة وكأنها حقائق. لوسائل الإعلام العامة تأثيرٌ سيئ على الناس الذي يفتقدون للتوجيه». وبالمثل، يرى المؤرخ رودجر لونيوس في كتابه بعنوان «إرث أبولو» أن نجاح أصحاب نظرية المؤامرة قائم على ما وصفه بـ«مخاوفنا العميقة»، مثل انعدام الثقة في تلك الفترة التي ولّدتها حرب فيتنام، وفضيحة ووترغيت على الصعيد الداخلي الأمريكي، بالتوازي مع المشاعر المعادية للأميركيين المنتشرة في الخارج. ذكر أندرو شيكين في كتابه «رجل على القمر»(3) الذي نُشر لأول مرة عام 1994 أنه في نفس الوقت الذي كانت هناك مهمة أبولو 8 للدوران حول القمر في شهر ديسمبر من عام 1968، كانت نظريات مؤامرة مشابهة تنتشر بين العامّة.

## منظرو المؤامرة وادعاءاتهم
بعد كايسينغ الذي يعدّ كتابه حجر أساس نظرية مؤامرة الهبوط على سطح القمر، جاء بعده عدد من منظري المؤامرة الآخرين ممن سعوا لتكذيب صحّة حقيقة الهبوط على سطح القمر:
- ماركوس ألين، ناشر نيكسوس البريطاني، قال إن صور الهبوط لا تثبت أن الولايات المتحدة وضعت رجالًا على القمر، وأن الوصول الفعلي إلى القمر ليس مشكلةً حقيقة، فالروس وصلوا إلى هناك عام 1959. وأن المشكلة الكبرى تكمن في إيصال البشر إلى هناك. اقترح ألين أن ناسا أرسلت مهمة روبوتية لأن مستويات الإشعاع في الفضاء الخارجي مميتة.[20]
- ويليام ل. برين، المهندس النووي الذي نشر كتابًا بشكل شخصي عام 1982 بعنوان «مونغيت: الاكتشافات المقموعة لبرنامج الولايات المتحدة الفضائي»(4)[21] وفيه جادل جاذبية سطح القمر.
- جيمس م. كولير (توفي عام 1998)، الكاتب والصحفي الأمريكي، وهو منتج فيديو بعنوان «هل كان قمرًا ورقيًا؟»(5) عام 1997.
- ميلتون ويليام كوبر (1943-2001)، مؤلف ومنظر لنظريات المؤامرة. اعتقد أن كل مهمات أبولو هي تدريبات متقنة صُورت بعد ذلك في مسارح صوتية ضخمة.[22]
- جيمس إتش. فيتزر، منظر نظريات مؤامرة وبروفيسور فلسفة متقاعد. في الثاني من مايو 2013، أجرى الدكتور ستيرلنغ هارود مقابلةً مع الدكتور فيتزر. دافع فيتزر عن أرائه المؤامراتية والتي تُصدق أن كل مهمات القمر الستة كانت عبارة عن خدعة.[23]
- دافيد غروفز، يعمل لصالح شركة كوانتيك لمعالجة الصور. فحص صورة ألدارين الظاهرة من عملية الهبوط وقال إنه يمكنه أن يحدد بدقة متى استُخدم تسليط الضوء. باستخدام البعد البؤري لعدسة الكاميرا وغطاء حقيقي، زعم أنه حسَبَ، باستخدام اقتفاء الشعاع، أن تسليط الضوء يتراوح بين 24 و36 سنتيمترًا إلى يمين الكاميرا.[24] يطابق هذا الجزءَ المضاء بنور الشمس من بدلة أرمسترونغ الفضائية.[25]
- كلايد لويس، مقدم البرنامج الحواري على الراديو والذي قال إن الهبوط على القمر كان مزيفًا.[26][27]
- فيليب لورو، المؤلف الفرنسي لكتاب «أضواء على القمر».(6)[28] نُشرت نسخة إنجليزية من الكتاب عام 2003 بعنوان «الهبوط على القمر: هل كذبت ناسا؟»(7) قال لورو إن رواد الفضاء هبطوا بالفعل على القمر لكن ناسا نشرت صورًا مزيفة لمنع الدول الأخرى من الانتفاع بالمعلومات العلمية من الصور الحقيقية.[29]
- يوري إغناتيفيتش موخين، السياسي الروسي الشعبوي المعارض ومؤلف كتاب «ضد أبولو: خداع الولايات المتحدة حول ضوء القمر»،(8)[30] وفيه يُنكر دلائل الهبوط على القمر ويتّهم حكومة الولايات المتحدة بهدر أموال دافعي الضرائب الأمريكيين على برنامج القمر. ادعى أيضًا أن اللجنة المركزية للحزب الشيوعي في الاتحاد السوفيتي وبعض العلماء السوفييت ساعدوا ناسا في تزييف الهبوط.[31]
- دافيد س. بيرسي، المنتج التلفزيوني. المؤلف المشارك إلى جانب ماري بينيت لكتاب «القمر المعتم: ناسا وكاشفو الفساد»(9)[32] والمنتج المشارك للوثائقي بعنوان «ماذا حدث على سطح القمر؟»(10) يُعد بيرسي الشخصية الأبرز في اتهامات كشف الفساد، إذ حاجج بأن الأخطاء في صور ناسا واضحة جدًا وأنها أصبحت دلائل تشير إلى أن هناك أشخاصًا من الداخل يحاولون كشف الفساد حول الخدعة من خلال إضافة أخطاء يعلمون أنها ستُكشف.[33] فنّد دوغ ميلارد من المتحف العلمي في لندن معظم ادعاءات بيرسي حول الشذوذات الموجودة في الصور.[34]
- ستانسلاف بوكروفسكي، المدير العام الروسي لشركة التصنيع العلمية بروجيكت دي ماسك، الذي ادعى أن السرعة الحقيقية للصاروخ ساتورن 5 المرحلة الأولى من توقيت الانطلاق تساوي نصف السرعة المزعومة.[35][36] افترض تحليله أن أعمدة الصاروخ الصلبة من جسم الصاروخ الأساسي والصاروخ الكابح في المرحلتين وصلت لتوقف فوري في الهواء المحيط بحيث يمكن استخدامها لتقدير سرعة الصاروخ. تجاهل بوكروفسكي الرياح ذات الارتفاع العالي والارتفاع في مرحلة الإطلاق المقدرة بـ 67 كيلومترًا، حيث تكون كثافة الهواء 1/10,000 من كثافة الهواء عند مستوى سطح البحر، وادعى أن دورة حول القمر ممكنة، وليس هبوط طاقم بشري على سطح القمر يتمكن من العودة إلى الأرض. زعم أيضًا العثور على سبب ذلك، وهي مشاكل سبيكة إنكونيل سبيكة الفائقة المستخدمة في المحرك إف1.[37][38][39]
- ألكساندر إيفانوفيتش بوبوف، المؤلف الروسي لكتاب «الأمريكيون على القمر: إنجاز عظيم أم فضيحة كونية؟؟»[40] وفيه سعى لإثبات أن المركبة ساتورن 5 كانت في الحقيقة تمويهًا للمركبة ساتورن IB[41] وأنكر كل الأدلة على الهبوط على القمر.[42]
- أرون رانين، منتج الأفلام الذي أخرج وأنتج الفيلم الوثائقي «هل ذهبنا؟».(11)[43][44][ْ 3]
- رالف رينيه (1933-2008) مخترع تعلم بمفرده الكثير عن الهندسة. وهو المؤلف للكتاب المنشور بصورة شخصية «ناسا تجعل أمريكا تهبط على القمر!».(12)[45]
- بارت سبريل (المولود عام 1964) صانع أفلام، أنتج وأخرج أربعة أفلام لصالح شركته إي إف تي إتش ذات المسؤولية المحدودة،[46] من بينها فيلم عام 2001 بعنوان «شيء مضحك حدث خلال الرحلة إلى القمر»،(13)[47][48] وفيه يتحقق من دليل حول خدعة. سخرت عدة مصادر من الحجج التي وضعها سبريل في فيلمه، بما في ذلك فيديو شركة سفيكتور ستوديو المكون من خمسة أجزاء بعنوان «الإرث القمري»،(14)[49] والذي يخالف الحجة الأساسية للوثائقي القائلة إن طاقم رحلة أبولو زيّف المسافة التي قطعها من الأرض عندما كان في المدار الأرضي المنخفض. قال سيبريل إن تأثير اللقطات التي غطاها فيلمه صُنعت من خلال استخدام شفافية الأرض. لم تُضمّن بعض الأجزاء من الفيلم الأصلي، وفقًا لسيبريل، في الإصدار الرسمي للفيلم لوسائل الإعلام. في تلك الأجزاء المزعوم حذفها، يمكن تأكيد ارتباط مراحل الأرض والقمر بوضوح، ما يفند ادعاء سيبريل بأن تلك اللقطات قد زُيفت. في التاسع من سبتمبر 2002، لكم باز ألدارين سيبريل في وجهه بعدما واجه سيبريل ألدارين بنظرياته[50] وبتوجيه اتهام لرائد الفضاء السابق بأنه جبان وكاذب ولص. رفض مكتب مدعي مقاطعة لوس أنجلوس توجيه اتهامات لألدارين، قائلًا إن سيبريل استفزه.[51]
- تاكاهيكو سوجيما، العالم السياسي الياباني، مؤلف كتاب «أبولو لم تصل إلى القمر أبدًا»(15)[52]
- جاي ويدنير، المؤلف والظاهر في مقابلة في الفيلم الوثائقي «الغرفة 237»(16) (إنتاج عام 2012). يُصرح في هذا الفيلم بصورة متكررة أنه لا يشك بالضرورة بأن أمريكا أرسلت رجالًا هبطوا على سطح القمر، ولكنه رغم ذلك يعتقد بوجود مؤامرة مع ستانلي كوبريك لتزييف لقطات الهبوط على القمر.
- ماسيمو مازوكو (المولود عام 1954) صانع الأفلام الإيطالي، أطلق عام 2017 وثائقيًا بعنوان «القمر الأمريكي».(17) يجري في الفيلم مقابلات مع مصورين ويوفر آراء حول عدم وصول الإنسان إلى القمر أبدًا.
- جاك د. وايت (1927-2002) مؤرخ الصور الأمريكي والمعروف بمحاولته إثبات التزييف في الصور وفي فيلم زادبرودر المرتبط باغتيال جون ف. كيندي.[53][54][55][56]
- غيرهارد وينسنوفيسكي، صحفي ألماني وصانع أفلام، مؤلف كتاب «خطوة صغيرة واحدة؟: خدعة القمر العظيمة والسباق للسيطرة على الأرض من الفضاء».(18)[57]

## الدوافع المزعومة للولايات المتحدة وناسا
يقدم أولئك الذين يعتقدون بزيف الهبوط على القمر عدة نظريات حول دوافع ناسا وحكومة الولايات المتحدة، تتلخص هذه الدوافع المزعومة برأيهم في ثلاثة نظريات أساسية هي:

### سباق الفضاء
يمكن تتبع دافع الولايات المتحدة للانخراط في سباق الفضاء مع الاتحاد السوفيتي إلى عصر الحرب الباردة التي كانت جارية في ذلك الوقت. كان الهبوط على القمر يُرى بصفته إنجازًا وطنيًا وتقنيًا سيخلق ضجة على نطاق العالم. لكن الذهاب إلى القمر كان خطيرًا ومكلفًا، كما جسده الرئيس الأمريكي جون ف. كيندي عندما صرح في خطابه الشهير عام 1962 أن الولايات المتحدة اختارت الذهاب إلى القمر لأن الأمر صعب.
يعتقد أصحاب نظريات المؤامرة أن رغبة الحكومة الأمريكية في قهر السوفييت كانت من بين الدوافع وراء تزييف الهبوط على القمر. يقول فاضح نظريات المؤامرة فيل بليت في كتابه «علم الفلك الرديء»،(19) إن السوفيت -ببرنامجهم القمريّ المنافس، وشبكة الاستخبارات الواسعة والمجتمع العلمي الهائل القادر على تحليل بيانات ناسا- كانوا سيصرخون بأعلى صوتهم بأن الولايات المتحدة حاولت تزييف الهبوط على القمر، لا سيما بعد فشل برنامجهم. إن إثبات تلك الخدعة سيكون دعاية فوز كبيرة للاتحاد السوفيتي.
استجاب منظر نظريات المؤامرة بارت سيبريل، مدعيًا بصورة خاطئة، بأن «السوفييت لم يمتلكوا إمكانية تعقب مركبة فضائية لمسافة بعيدة حتى نهاية عام 1972، في الوقت الذي ألغيت فيه مباشرةً رحلات أبولو الثلاثة الأخيرة بصورة اعتباطية».
في الحقيقة، أرسل السوفيت مركبات فضائية غير مأهولة إلى القمر منذ عام 1959، وخلال عام 1962، وُضعت منشآت التعقب الفضائي البعيد في آي بي-15 في أوسورييسك وآي بي-16 في إيفباتوريا (شبه جزيرة القرم)، بينما أضيفت محطات الاتصال بساتورن إلى آي بي-3 و4 و14، تملك الأخيرة (آي بي-14) مدى يبلغ مليون كيلومتر. تعقب الاتحاد السوفيتي مهمات أبولو من خلال فيلق الإرسال الفضائي والذي كان مجهزًا بشكل كامل بمعدات جمع الاستخبارات والمراقبة. يصف فاسيلي ميشين، في مقابلة لمقالة بعنوان «برنامج القمر الذي فشل»(20) التي تصف كيف تقلص برنامج القمر السوفيتي بعد هبوط أبولو.
أيضًا، لم يكن هناك شيء مفاجئ في إلغاء مهمات أبولو، والذي عُمل به لأسباب تتعلق بتخفيض النفقات. أعلن عنها في يناير وسبتمبر 1970، قبل عامين كاملين من أواخر 1972 الذي ادعى بشأنها سيبريل.

### تمويل ناسا ونفوذها
يدّعي منظرو المؤامرة أن ناسا زيفت الهبوط لتتجنب الإذلال ولتتأكد من استمرار تقديم التمويل لها. جمعت ناسا حوالي 30 مليار دولار من أجل الذهاب إلى القمر، ويدعي كايسينغ في كتابه أن تلك الأموال قد دُفعت لبعض الأشخاص. بما أن معظم مصدقي نظرية المؤامرة يعتقدون أن إرسال بشر إلى القمر كان مستحيلًا في ذلك الوقت، حاجج أولئك بأن الهبوط زُيف لتحقيق هدف كينيدي، قبل أن ينتهي هذا العقد، سيُرسل إنسان إلى القمر ويعود سالمًا إلى الأرض. في الحقيقة، أرسلت ناسا تكاليف مهمة أبولو إلى الكونغرس عام 1973 والتي بلغت 25.4 مليار دولار.
ادّعى كل من ماري بينيت ودافيد بيرسي في كتابهما أن ناسا لن تخاطر -بكل المخاطر المعروفة وغير المعروفة- ببث مرض أو احتضار رائد فضاء على التلفزيون الوطني. إن الحجة المضادة المعطاة عادةً هي أن ناسا تكبدت بالفعل كمية كبيرة من السخط العام والمعارضة السياسية الممكنة للبرنامج بعد خسارة طاقم أبولو1 بالكامل في الحريق خلال الاختبار الأرضي، الأمر الذي قاد إلى استجواب فريقها الإداري الأعلى من قبل لجان الإشراف على الفضاء المكونة من أعضاء في مجلسي الشيوخ والكونغرس. في الحقيقة لم يوجد بث حي سواء للهبوط أو الإقلاع بسبب الاقتصار التكنولوجي.

### حرب فيتنام
ادعت شبكة الأصدقاء الوطنيين الأمريكيين عام 2009 أن الهبوط على سطح القمر ساعد حكومة الولايات المتحدة على تشتيت الرأي العام حول حرب فيتنام التي لم تكن مقبولة شعبيًا لذا أرادت أن تشغل الناس بموضوع آخر، ولهذا انتهت مهمات الهبوط المأهولة بذات الوقت الذي أوقفت فيه حكومة الولايات المتحدة تدخلها في حرب فيتنام. في الحقيقة، لم يكن إيقاف الهبوطات مفاجئًا. كانت الحرب من بين أدوات الميزانية الفيدرالية التي كان على ناسا منافستها؛ بلغت ميزانية ناسا ذروتها عام 1966 وانخفضت بمقدار 42.3% عام 1972. كان هذا السبب لإلغاء الرحلات الأخيرة، إلى جانب خطط لبرامج متابعة واعدة مثل المحطة الفضائية الدائمة والرحلات المأهولة إلى المريخ.

## مزاعم الخدعة ودحضها
وُضعت العديد من نظريات المؤامرة حول الهبوط على القمر، والتي تدعي أنه إما أن الهبوط قد زُيف وقد كذب موظفو ناسا، أو أن الهبوط حصل ولكن ليس بالطريقة التي أخبرتها ناسا للعالم. ركز مناصرو نظرية المؤامرة على الفجوات الموجودة أو التناقضات في السجل التاريخي للمهمة. ارتكزت الفكرة الأساسية على أن كل الرحلة المأهولة كانت خدعة من البداية وحتى النهاية. ادعى البعض أن تكنولوجيا إرسال البشر إلى القمر كانت مفتقدة في ذلك الوقت أو أن أحزمة فان ألين الإشعاعية والانفجارات الشمسية والرياح الشمسية والانبعاثات الكتلية الاكليلية والأشعة الكونية تجعل من تلك الرحلة مستحيلة.
أعطى كل من فينس كالدر وأندرو جونسون، العلماء من مختبر أرغون الوطني، أجوبةً مفصّلة حول ادعاءات مناصري نظرية المؤامرة في موقع المختبر على شبكة الإنترنت. أظهر العالمان أن تصوير ناسا للهبوط على القمر كان دقيقًا، ما سمح بوجود هذه الأخطاء العامة مثل الصور ذات التسمية الخاطئة والذكريات الشخصية غير الكاملة. باستخدام العملية العلمية، يمكن رفض أي أطروحات تتعارض مع الحقائق المرصودة. تُعد أطروحة الهبوط الحقيقي قصةً وحيدة لطالما أتت من مصدر واحد، ولكن لا توجد وحدة في نظريات الخدعة المنتشرة بين مصدقي نظرية المؤامرة.

### عدد المتآمرين المنخرطين
وفقًا لعالم الصواريخ الأمريكي جيمس لونغوسكي، تُعد نظريات المؤامرة مستحيلة بسبب حجمها وتعقيدها. كان على المؤامرة إشراك أكثر من 400 ألف شخص عملوا على مشروع أبولو لعشر سنوات، والرجال الإثني عشر الذين مشوا على القمر، بالإضافة إلى الرجال الست الذين طاروا معهم كطياري مركبة القيادة والرجال الست الذين داروا حول القمر. كان على مئات آلاف الأشخاص، بما في ذلك رواد فضاء وعلماء ومهندسين وتقنيين وعمال مختصين، حفظ السر. يحاجج لونغوسكي بأنه كان من الأسهل الهبوط الحقيقي على القمر من إنشاء مثل تلك المؤامرة الضخمة لتزييف الهبوط. حتى هذا اليوم، لم يقل أي فرد من الحكومة الأمريكية أو ناسا إن الهبوط على القمر كان خدعة. أشار بين جيليت إلى ذلك في حلقة نظريات المؤامرة من برنامجه التلفزيوني «بين وتيلير: بولشيت!»(21) عام 2005. بكمية البشر المنخرطين، وبالإشارة إلى فضيحة ووترغيت، أشار جيليت إلى أنه على أحدهم فضح المؤامرة إن وجدت.
كان أحد ردود سيبريل على هذا الادعاء أن ناسا جزأت كل العمل على برنامج أبولو. فقد مكن ذلك كمية صغيرة من البشر من معرفة الحقيقة حول تزييف الهبوط على القمر.

### الشذوذات الصورية والفيلمية
ركز مناصرو نظرية المؤامرة حول الهبوط على القمر بشدة على صور ناسا. أشاروا إلى شذوذات في الصور والأفلام المأخوذة من القمر. أجاب خبراء التصوير (بما في ذلك أولئك غير المرتبطين بناسا) بأن تلك الشذوذات تتسق مع ما يمكن توقعه من الهبوط الحقيقي، وأنها لا تتسق مع الصور المعدلة في الأستوديوهات. من بين الحجج والحجج المضادة ما يلي:
1. في بعض الصور، يظهر المؤشر المتصالب (✛) خلف الجسم. جُهزت الكاميرات بصفيحة ريزو (صفيحة زجاجية واضحة مُركب عليها شبيكة محفورة)، ما يحول دون ظهور أي جسم يُصور أمام الشبكة. يستخدم مؤيدو نظرية المؤامرة غالبًا هذا الدليل لاقتراح أن الأجسام قد لُصقت على الصور وبالتالي حجبت الشبيكة.
- يظهر هذا التأثير فقط في الصورة المنسوخة والتي تعرضت لعملية مسح، لا في الصور الأصلية. يُسبب ذلك من خلال التعرض المفرط: المناطق البيضاء الساطعة لنزيف الطبقة الحساسة على المؤشر المتصالب الأسود الرقيق. يبلغ ثخن المؤشر المتصالب 0.1 ميليمتر ويجب على الطبقة الحساسة أن تنزف نصف تلك القيمة حتى تحجبها بالكامل. علاوةً على ذلك، هناك العديد من الصور التي حُذف منها مركز المؤشر المتصالب ولكن البقية سليمة. في بعض صور العلم الأمريكي، تظهر أجزاء من مؤشر متصالب على الشرائط الحمراء، ولكن أجزاء أخرى منه غير ظاهرة أو باهتة على الشرائط البيضاء. لا يوجد سبب وجيه للصق الشرائط البيضاء على العلم.[85]

- تكبير لمسح صورة ذات جودة منخفضة عام 1998 تظهر فيها أجزاء من المؤشر المتصالب والشرائط الحمراء باهتة.
- تكبير لمسح صورة ذات جودة أفضل عام 2004 يظهر فيها المؤشر المتصالب والشرائط الحمراء واضحةً.
- ديفيد سكوت يحيي العلم الأمريكي خلال مهمة أبولو 15، تظهر أذرع المؤشر المتصالب باهتة على الشرائط البيضاء للعلم (مُعرف الصورة: إيه إس 15-88-11863).
- تقريب للعلم، يظهر المؤشر المتصالب الباهت.

2. المؤشرات المتصالبة تكون مدورة في بعض الأحيان أو في المكان الخاطئ.
- هذا نتيجة أن الصور المشهورة تخضع للقص و/أو التدوير من أجل التأثير الجمالي.[85]

3. جودة الصور واضحة بصورة غير معقولة
- هناك العديد من الصور ذات الجودة المنخفضة التي أخذها رواد مهمة أبولو. اختارت ناسا نشر الأمثلة الواضحة فقط.[85][86]
- استخدم رواد مهمة أبولو كاميرات هاسيلباد إي إل 500 مجهزة ببصريات كارل زيس وأفلام تصوير ذات جودة متوسطة تبلغ 70 ميليمترًا.[87][88]

4. لا توجد نجوم في الصور؛ صرح رواد مهمة أبولو أيضًا خلال المؤتمرات الصحفية ما بعد المهمة بأنهم لم يشاهدوا نجومًا خلال نشاطاتهم خارج المركبة الفضائية. يؤكد مؤيدو نظرية المؤامرة أن ناسا اختارت عدم وضع النجوم في الصور لأن علماء الفلك سيتمكنون من استخدامها لتحديد ما إذا كانت الصور مأخوذة من الأرض أو القمر، من خلال وسائل تحديدها ومقارنتها بالموقع السماوي والتزيح مع ما يمكن توقعه من ذلك الموقع المرصود.
- تحدث رواد الفضاء عن مشاهدات بالعين المجردة للنجوم بحسب التوقيت القمري. شاهدوا نجومًا من خلال عدسات الملاحة الخاصة بالمركبة الفضائية بينما كانوا مصطفين في نظام أبولو للاستدلال والملاحة والتحكم.[90]
- نادرًا ما تُرى النجوم في المكوك الفضائي أو محطة مير أو صور الرصد الأرضي أو حتى الصور المأخوذة من الأحداث الرياضية الليلية. يُعد الضوء القادم من الشمس في الفضاء الخارجي في نظام الأرض-القمر ساطعًا على الأقل بمقدار ضوء الشمس الذي يصل إلى سطح الأرض في يوم مشمس صافٍ خلال فترة الظهيرة، لذا فإن الكاميرات المستخدمة لتصوير الأجسام التي يضيؤها ضوء الشمس تُضبط للتعريض الضوئي النهاري. لا يوفر ضوء النجوم القاتم ببساطة تعريضًا كافيًا لتسجيل صور واضحة. حدثت كل الهبوطات القمرية خلال التوقيت القمري النهاري. لذا، حجبت الشمس وضوءها المنعكس على سطح القمر النجوم. تأقلمت أعين رواد الفضاء على المنظر المضاء بنور الشمس حولهم لذا لم يستطيعوا رؤية النجوم الباهتة نسبيًا.[91][92] تمكن رواد الفضاء من رؤية النجوم بالعين المجردة فقط عندما كانوا في ظل القمر.[93][94]
- يمكن أن تشغل إعدادات الكاميرا خلفية مضاءة بشكل جيد عندما يكون الجسم المقابل مضاءً بصورة جيدة، ما يجبر الكاميرا على زيادة سرعة مصراع الكاميرا حتى لا يُبهت الضوء الأمامي جودة الصورة. يظهر هذا الأثر هنا.[95] يماثل هذا الأثر عدم القدرة على رؤية النجوم من موقف سيارة مضاء بسطوع في المساء، تُصبح النجوم مرئية فقط عندما تُطفئ الأضواء.
- أخِذت كاميرا أشعة فوق بنفسجية بعيدة مخصصة، كاميرا الأشعة فوق البنفسجية البعيدة/ المطيافية، إلى سطح القمر في مهمة أبولو 16 وعملت في ظل نموذج أبولو القمري. أخذت صور للأرض ولنجوم عديدة، بعضها قاتم في الضوء المرئي ولكنها مرئية بالأشعة فوق البنفسجية. تطابقت هذه المرصودات مع تلك التي أخذتها تلسكوبات الأشعة فوق البنفسجية. علاوةً على ذلك، تُعد مواقع تلك النجوم بالنسبة للأرض صحيحةً بالمقارنة مع موقع وتوقيت صور أبولو 16.[96][97]
- أخذت صور الكتل الشمسية التي تتضمن كوكب عطارد وبعض النجوم الخلفية من المدار القمري من قبل طيار مركبة القيادة أبولو 15 آل ووردين.[98]
- أخذت صور كوكب الزهرة (الكوكب الأكثر سطوعًا من بقية النجوم) من سطح القمر من قبل رائد الفضاء آلان شيبارد خلال مهمة أبولو 14.[99]

- صورة مُلتقطة بتقنية التعريض القصير لمحطة الفضاء الدولية ألتقطها مكوك الفضاء أتلانتيس في شهر فبراير من عام 2008، وهي إحدى الصور المأخوذة في الفضاء حيث لا تظهر نجوم.
- الأرض ومحطة مير الفضائية في يونيو عام 1995، وهي مثال عن إمكانية ضوء الشمس تبهيت النجوم ما يجعلها غير مرئية.
- صورة مُلتقطة بتقنية التعريض الطويل مأخوذة من سطح القمر من قبل رواد مهمة أبولو 16 باستخدام كاميرا الأشعة فوق البنفسجية البعيدة/مِرسمة الطَّيف. تُظهر الصورة الأرض مع الخلفية الصحيحة من النجوم.
- صورة مُلتقطة بتقنية التعريض الطويل من محطة الفضاء الدوليّة في شهر يوليو من عام 2011 لإعادة دخول المكوك الفضائي أتلانتيس وفيها بعض النجوم مرئية. في هذه الصورة يُضاء جانب الأرض هنا بضوء القمر لا بضوء الشمس.

5. إن الزاوية والألوان غير متسقة. يقترح هذا استخدام أضواء صناعية.
- تتعقد الظلال على القمر بفعل الضوء المنعكس والأرضية غير المستوية وتشويه العدسات العريضة والغبار القمري. هناك عدة مصادر للضوء: الشمس وضوء الشمس المنعكس من الأرض وضوء الشمس المنعكس من سطح القمر وضوء الشمس المنعكس من رواد الفضاء والمركبة القمرية. يتشتت الضوء من تلك المصادر من قبل الغبار القمري إلى عدة اتجاهات بما في ذلك إلى ظلال. قد تظهر الظلال الساقطة على الحفر والتلال بصورة أطول وأقصر ومشوهة.[100] علاوةً على ذلك، تعرض الظلال خصائص النقطة المتلاشية، ما يؤدي إلى أن تتلاقى تلك الظلال في نقطة في الأفق.
- دُحضت هذه النظرية في حلقة هبوط ناسا على القمر من برنامج ميث باسترز.

6.  هناك خلفيات مثالية في صور أخذت، وفقًا للتوضيح المنشور حولها، من مسافات متباعدة. يقترح هذا استخدام خلفية مرسومة.
- لم تكن الخلفيات متطابقة، لكنها متشابهة فقط. ما يظهر على أن ما هو تلال قريبة في بعض الصور هو بالحقيقة جبال بعيدة. على الأرض، تظهر الأجسام البعيدة باهتة وذات تفاصيل قليلة. على القمر، لا يوجد غلاف جوي أو غبش ليحجب الأجسام البعيدة، لهذا تظهر أقرب وأوضح.[101] علاوةً على ذلك، هناك أجسام قليلة (مثل الأشجار) لتساعد على تقدير المسافة. دُحضت هذه القضية من قبل مايك بارا في حلقة من ينوح بشأن أبولو؟[102]

7.  إن عدد الصور المأخوذة عالٍ بصورة غير معقولة. ما يقارب صورة كل 50 ثانية.
- معدات مبسطة مع إعدادات مضبوطة تمكّن أخذ صورتين في الثانية. أخذت بعض الصور مباشرةً بصورة متتالية كأزواج أو كتتابع بانورامي. بني الحساب (صورة كل 50 ثانية) بناءً على وجود رائد فضاء واحد على السطح، ولم يأخذ ذلك الحساب وجود رائدي فضاء يتقاسمان العمل ويأخذان الصور في الوقت ذاته في النشاط خارج المركبي.

8.  تحتوي الصور على آثار مثل حرفي سي متطابقين على صخرة موجودة على السطح. قد تكون هذه معدات استوديو مسماة.
- إن الأجسام التي تحوي حرف سي هي في الغالب عيوب طباعة ولا تظهر في الفيلم الأصلي الموجود في الكاميرا. اقتُرح أن حرف سي الظاهر هو شعر ملفوف.[102][104]

- الصورة الأصلية إيه إس 16-107-17445
- الصورة الأصلية إيه إس 16-107-17446
- صورة: تقريب لطباعة لاحقة للصورة إيه إس 16-107-17446

9. قالت مقيمة في برث بأستراليا، وهي سيدة سُميت أونا رونالد (اسم مستعار وضعه مؤلفو المصدر) إنها رأت لثانيتين أو لثلاث زجاجة كوكا كولا تظهر في الربع اليمين الأسفل لشاشة تلفازها التي كانت تعرض البث المباشر للنشاط خارج المركبي لمهمة أبولو 11. قالت أيضًا إن عدة رسائل ظهرت في صحيفة الغرب الأسترالي تناقش حادثة ظهور زجاجة كوكا كولا بعد عشرة أيام من الهبوط القمري.
- لم يُعثر على أي تقرير صحفي أو تسجيل. اعتمد ادعاء رونالد على مصدر واحد فقط.[107] هناك أيضًا عيوب في القصة، على سبيل المثال أنها بقيت مستيقظة لوقت متأخر لمشاهدة الهبوط القمري وهذا يمكن دحضه بسهولة من خلال عدة مشاهدين أستراليين تابعوا البث الحي في منتصف النهار.[108][109]

10. يحتوي كتاب لقطة القمر على صورة مركبة مزيفة لآلان شيبارد يضرب كرة غولف على القمر مع رائد فضاء آخر.
- استخدمت هذه الصورة بدلًا عن الصورة الحقيقية الوحيدة من شاشة التلفاز، والتي أحس الناشرون أنها ستكون محببة لكتابهم. لم يكن ناشرو الكتاب يعملون لصالح ناسا.

11. يظهر وجود نقاط ساخنة في بعض الصور والتي تظهر كأن ضوءًا مسرحيًا استُخدم مكان الشمس.
- تركز الحفر الموجودة على سطح القمر وتعكس الضوء مثل الكرات الزجاجية المستخدمة في طلاء لافتات الشوارع، أو كقطرات الندى على العشب الرطب. يخلق هذا توهجًا حول ظل المصور نفسه عندما يظهر في الصورة.
- إذا كان رائد الفضاء يقف في ضوء الشمس بينما يصور في الظل، ينتج عن الضوء المنعكس من بدلته البيضاء تأثير مشابه للضوء المسرحي.[25]
- بعض الصور المنتشرة على نطاق واسع لرحلة أبولو هي نسخ ذات تباين عالٍ. عادةً ما تكون عمليات المسح للصور الشفافة مضاءة بشكل متساوٍ أكثر. يظهر مقال على ذلك أدناه:

- الصورة الأصلية لباز ألدرن خلال رحلة أبولو 11.
- النسخة المُعدّلة الأكثر شهرة. يظهر التباين مُعدّلًا (ما يظهر عنه تأثير الضوء المَوضعيّ). ولُصق إطار أسود في أعلى الصورة.

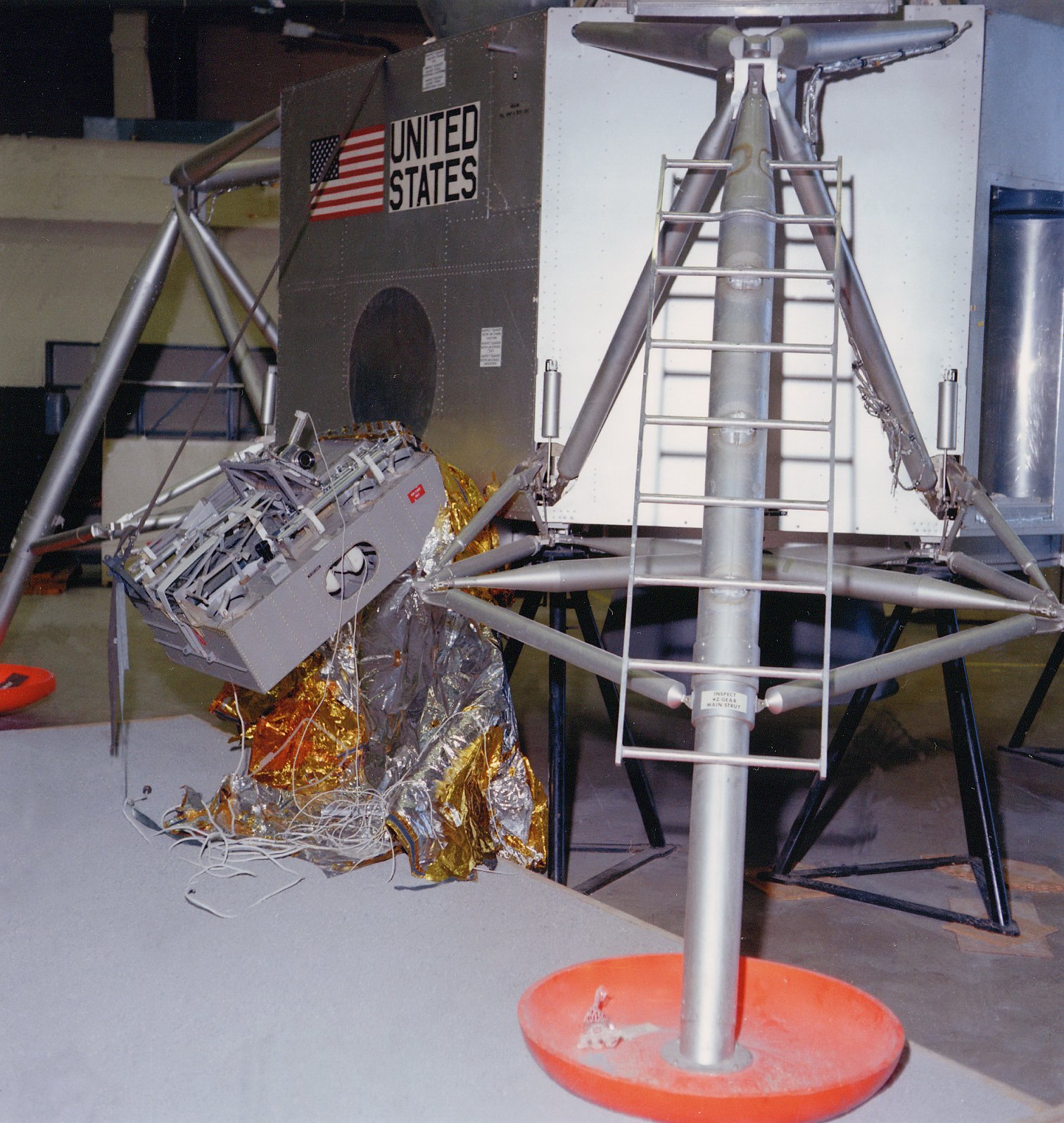
كاميرا أبولو التلفزيونية كما هي موضوعة على جانب المركبة القمريّة

12. من صوّر نيل أرمسترونغ عندما وطأت قدمه القمر؟
- الكاميرات الموجودة على المركبة القمرية هي من صورته. أعطت كاميرا أبولو التلفزيونية المثبتة على معدات التخزين المعيارية لمركبة أبولو القمرية رؤيةً من الخارج. عندما كان ما يزال على سلم المركبة، شغل أرمسترونغ معدات التخزين المعيارية من جانب المركبة القمرية مفرغًا الكاميرا من بين أشياء أخرى. اشتغلت الكاميرا بعد ذلك وأرسلت الإشارة إلى الأرض. عنى هذا أن 600 مليون شخص على الأرض تمكنوا من مشاهدة البث المباشر بتأخير صغير. استخدمت تكنولوجيا مماثلة في مهمات أبولو اللاحقة.[111][112][113][114] صُورت أيضًا بواسطة كاميرا فيديو 16 ميليمترًا موضوعة على نافذة المركبة القمرية.

### البيئة
1. لن يتمكن رواد الفضاء من النجاة من الرحلة بسبب التعرض للإشعاع من حزام فان آلن الإشعاعي والإشعاع المجري المحيط. اقترح بعض مؤيدي نظرية المؤامرة أن ستارفيش برايم (اختبار نووي على ارتفاع عالٍ) كان محاولة فاشلة لإخلال حزام فان آلن.
- هناك نوعان أساسيان من أحزمة فان آلن -الحزام الداخلي والحزام الخارجي- وحزام ثالث وقتي.[115] يُعد الحزام الداخلي الأخطر بينها، إذ يحوي بروتونات عالية الطاقة، ويحوي الحزام الخارجي إلكترونات ذات طاقة منخفضة وذات خطورة أقل (جسيمات بيتا).[116][117] عبرت مركبة أبولو الفضائية الحزام الداخلي خلال دقائق معدودة وعبرت الحزام الخارجي في حوالي ساعة ونصف.[117] كان رواد الفضاء محميون من الإشعاع المؤين عن طريق هياكل الألمنيوم الموجودة على المركبة.[117][118] علاوةً على ذلك، اختير مسار الانتقال المداري من الأرض إلى القمر عبر الأحزمة لتقليل التعرض الإشعاعي.[118] حتى الدكتور فان آلن، مكتشف أحزمة فان آلن الإشعاعية، فند مزاعم أن مستويات الإشعاع كانت مؤذية جدًا لرحلات أبولو.[119] استشهد فل بليت بجرعة متوسطة أقل من 10 ميلي زيفرت والتي تعادل الإشعاع المحيطي المتلقى بالعيش في مستوى سطح البحر لثلاث سنوات.[120] كانت كمية الإشعاع المتلقاة خلال الرحلة مساوية للقيمة المسموحة للعمال في حقل الطاقة النووية خلال عام كامل[117][121] وليست أكثر من القيمة التي تلقاها رواد المكوك الفضائي.[116]

2. كانت الأفلام المسجلة لتكون ضبابية أكثر بفعل الإشعاع.
- حُفظ الفيلم في مستوعب معدني والذي أوقف الإشعاع من تبهيت جودة الفيلم.[122] علاوةً على ذلك، حُمل الفيلم عن طريق مسابير قمرية غير مأهولة مثل المتتبع القمري ولونا 3 (والتي تستخدم عمليات تطوير فيلم على متنها) وبهذا لم يبهت الفيلم.

3. إن جو القمر ساخن جدًا خلال النهار لذا سيذوب الفيلم.
- لا يوجد غلاف جوي ليربط حرارة السطح القمري بفعالية بالأجهزة (مثل الكاميرات) التي لا تتواصل بصورة مباشرة معه. في الفراغ، يبقى الإشعاع فقط كآلية انتقال حرارة. تُفهم فيزياء النقل الحراري الإشعاعي ضمنًا، وقد كان الاستخدام السليم للطبقات الخارجية البصرية والطلاءات كافيًا للتحكم بدرجة حرارة الفيلم داخل الكاميرا؛ جرى التحكم بدرجة حرارة المركبة القمرية من خلال طلاءات تعطيها لونًا ذهبيًا. وأيضًا، بينما لا يصبح سطح القمر ساخنًا جدًا خلال النهار القمري، كان كل هبوط لرحلات أبولو يتم بعد فترة قصيرة من شروق الشمس القمري في موقع الهبوط؛ يُقدر اليوم القمري بطول تسعة وعشرين ونصف يوم أرضي، ما يعني أن اليوم على القمر (من الشروق إلى الغروب) يدوم لخمسة عشر يومًا على الأرض. خلال فترات البقاء الطويلة، لاحظ رواد الفضاء زيادةً في أحمال التبريد على بزاتهم الفضائية عندما ترتفع الشمس وترتفع درجة حرارة السطح، ولكن الأثر كان يُجابه بسهولة من خلال أنظمة التبريد الإيجابية والسلبية.[123] لم يكن الفيلم في امتثال مباشر مع ضوء الشمس، لذا لم ترتفع حرارته جدًا.[124]

4. لن يستطيع طاقم رحلة أبولو 16 النجاة من انفجار شمسي كبير يضربهم في طريقهم إلى القمر.
- لم يحدث انفجار شمسي كبير خلال رحلة أبولو 16. كانت هناك انفجارات شمسية كبيرة في أغسطس 1972، بعد عودة رحلة أبولو 16 إلى الأرض قبل رحلة أبولو 17.[125][126]

5. رفرف العلم الذي غرسه رواد الفضاء على سطح القمر رغم عدم وجود رياح على القمر. يدل ذلك على أن الفيلم صُور على الأرض وسبب نسيمًا هب على العلم برفرفته. قال سيبريل إن ذلك بسبب المراوح الداخلية المستخدمة لتبريد رواد الفضاء إذ كانت أنظمة التبريد في بدلاتهم الفضائية ثقيلة جدًا لتُستخدم على الأرض.
- رُبط العلم على قضيب بشكل حرف إل مقلوب حتى لا يسقط. يبدو العلم مرفرفًا فقط عندما يتحرك رواد الفضاء إلى الموقع. دون جر هوائي، تسبب هذه الحركات تأرجح الزاوية الحرة للعلم مثل الرقاص لفترة معينة. تموج العلم بسبب طويه خلال التخزين، قد تكون التموجات خاطئة في الصورة الساكنة. تظهر الفيديوهات أن رواد الفضاء عندما تركوا سارية العلم، اهتزت السارية قليلًا لكنها بقيت ساكنة.[127][128][129]
- دُحضت هذه النظرية أيضًا في حلقة هبوط ناسا على القمر من برنامج ميث باسترز.

- صورة مقصوصة لباز ألدرن يُحيي العلم (يمكن رؤية أصابع يد ألدرن اليمنى خلف خوذته)
- صورة مقصوصة التقطت بعد ثوانٍ قليلة، يد ألدرن متجهة للأسفل، ورأسه متجه نحو الكاميرا، العلم لم يتغير بين الصورتين
- صورة متحركة لكلتا الصورتين ومنها يظهر أنه رغم تحرك كاميرا أرمسترونغ بين هاتين اللقطتين، فإن العلم لا يتموج.

6. حُفظت آثار الأقدام على التراب القمري بشكل غير متوقع، رغم افتقار القمر للرطوبة.
- الغبار القمري ليس مجوّىً مثل رمل الأرض ويملك حوافًا مدببة. يمكّن ذلك جزيئات الغبار من الالتصاق مع بعضها والمحافظة على شكلها في الفراغ. شبهه رواد الفضاء برش مسحوق البودرة على الرمل الرطب.[102]
- دُحضت هذه النظرية أيضًا في حلقة هبوط ناسا على القمر من برنامج ميث باسترز.

7. استخدُم في الهبوط المزعوم على القمر مسرح صوتي أو صور في صحراء بعيدة وفيها ارتدى رواد الفضاء أحزمة أو استخدم تصويرًا بحركة بطيئة لكي يبدوا وكأنهم على القمر.
- عندما استخدم كل من مسلسل إتش بي أو القصير من الأرض إلى القمر ومشهد من فيلم أبولو 13 أحزمة ومسرحًا صوتيًا، يُرى بوضوح من هذه الأفلام عندما يرتفع الغبار لا يرقد بسرعة؛ يُشكل بعض الغبار سحابات لفترة قصيرة. في الفيلم من رحلات أبولو، يرتفع الغبار بفعل أحذية رواد الفضاء وعجلات العربة القمرية لمسافة عالية قليلًا بسبب جاذبية القمر القليلة، ويستقر على الأرض بسرعة في شكل قوس مكافئ غير متقطع إذ لا يوجد هواء يعيق الغبار. حتى لو وجد مسرح صوتي لتزييف الهبوط على القمر وضخ هذا المسرح الهواء، لن يبلغ الغبار أي مكان بالقرب من الارتفاع والمسار كما حدث في فيلم رحلات أبولو بسبب جاذبية كوكب الأرض العالية.
- خلال مهمة أبولو 15، أجرى ديفيد سكوت تجربةً، وفيها أسقط مطرقة وريشة نسر في الوقت ذاته، سقط كلاهما بنفس السرعة وبلغا الأرض في الوقت ذاته. أثبت ذلك أنه كان في الفراغ.[130]
- لو كانت الأفلام قد صُورت في الصحراء، لظهرت موجات الحرارة على السطح في فيديوهات الرحلة، ولكن لا وجود لأي موجة حرارة. لو كانت الأفلام صُورت في مسرح صوتي، ستحدث شذوذات عديدة، بما في ذلك الافتقار إلى اختلاف المنظر، وزيادة أو نقصان في حجم الستار الخلفي عند حركة الكاميرا (أخذت اللقطات خلال حركة العربة، ولا وجود لأي تغيير في حجم الخلفية).
  - دُحضت هذه النظرية أيضًا في حلقة هبوط ناسا على القمر من برنامج ميث باسترز.

### المسائل الميكانيكية

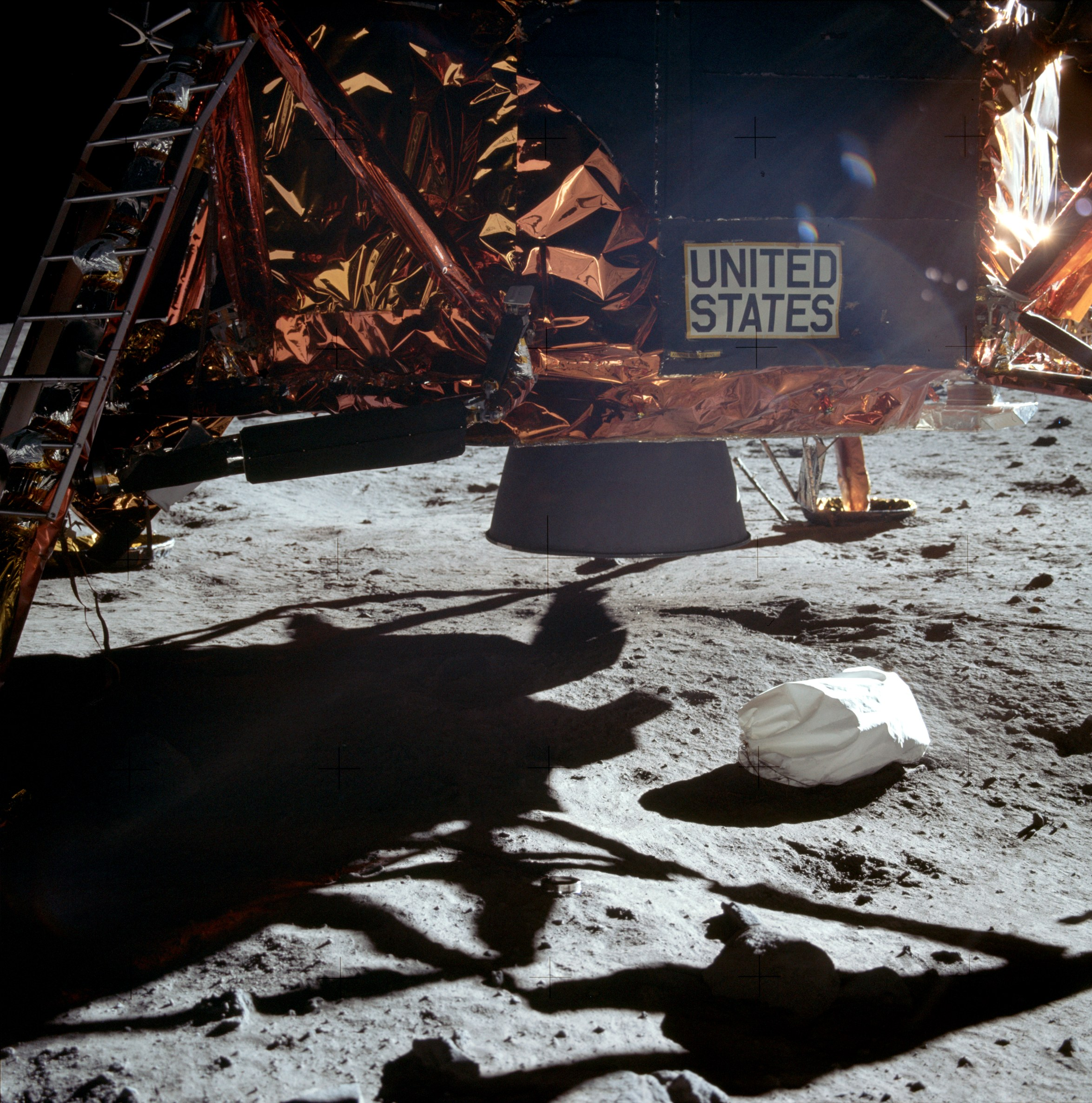
صورة لأسفل مركبة أبولو 11 القمريّة

1.  لم تُحدث المركبات القمرية أي حفرات انفجار أو أي إشارة إلى إثارة الغبار
- لا يجب توقع وجود أي حفرة. خُنقت دافعة نظام الهبوط الدفعي بشدة عند الهبوط الأخير.[132] لم تتباطأ المركبة القمرية بسرعة، لذا كان على محرك الهبوط دعم الوزن الذاتي للمركبة، والذي هبط بفعل جاذبية القمر ومن خلال عوادم الدافعات القريبة. عند الهبوط، قُسّم دفع المحرك من خلال منطقة فوهة الخروج والتي تقدر بـ 10 كيلو باسكال.[133][134] خلف فوهة المحرك، انتشر العمود، وبالتالي انخفض الضغط بسرعة. انتشرت غازات عادم الصاروخ بسرعة بعد مغادرة فوهة المحرك في الفراغ أكبر مما يحدث في الغلاف الجوي. يمكن رؤية تأثير الغلاف الجوي على عمود المحرك بسهولة في الإطلاقات من الأرض؛ عندما يرتفع الصاروخ خلال الغلاف الجوي الرقيق، تتسع أعمدة العادم بشكل ملحوظ. لتخفيف ذلك، تمتلك الصواريخ المصنوعة للاستخدام في الفراغ نواقيس أكبر من تلك المصنوعة للاستخدام على الأرض، ولكنها لا تستطيع إيقاف ذلك التوسع.  لذلك، تناثرت غازات عادم المركبة بسرعة إلى ما أبعد من موقع الهبوط. بعثرت محركات الهبوط كمية جيدة من الغبار القمري كما يُرى في فيلم بجودة 16 ميليمتر لكل هبوط، وقد تحدث كل قائد مهمة عن تأثيرها على الرؤية. كانت المركبات تتحرك عمومًا بصورة أفقية وعمودية أيضًا، وتظهر الصور تجعّدًا على السطح لمسار الهبوط النهائي. أخيرًا، يُعد الحطام القمري مضغوطًا جدًا أسفل طبقة الغبار السطحية، ما يجعل من المستحيل على محركات الهبوط تفجير أي حفرة.[135] قيس انفجار الحفرة تحت مركبة أبولو 11 باستخدام أطوال الظلال لناقوس محرك الهبوط وتقدير كمية الضغط الذي تعرضت له معدات الهبوط ومدى عمق ضغط منصات الهبوط على السطح القمري، ووجد أن المحرك نحت ما بين 100 و150 ميليمترًا من الحطام من تحت ناقوس محرك الهبوط خلال الهبوط والرسو النهائي.[136]

2.  لم تظهر المرحلة النهائية لإطلاق الصاروخ و/أو مرحلة ارتفاع المركبة القمرية أي دخان مرئي.
- استخدمت المركبات القمرية إيروزين 50 (كوقود) ودافعات رباعي أكسيد ثنائي النيتروجين (كمؤكسد)، اختيرت للتبسيط والوثوقية، وتشتعل بقوة -عند الاتصال- دون الحاجة لشرارة. تنتج هذه الدافعات بخارًا شفافًا تقريبًا.[137] استُخدم الوقود ذاته في نواة الصاروخ الأمريكي تيتان 2. تظهر شفافية أعمدة الدخان في صور إطلاق عديدة. تنتشر أعمدة محرك الصاروخ الذي ينفث في الفراغ بسرعة كبيرة بمجرد مغادرتها فوهة المحرك، ما يقلل من وضوحها بصورة أكبر. أخيرًا، تعمل محركات الصاروخ على إبطاء التآكل الداخلي. على الأرض، يحترق الوقود الزائد عند الاتصال مع الأكسجين الجوي، ما يعزز اللهب المرئي، ولا يمكن حدوث ذلك في الفراغ.

- مركبة أبولو 17 القمرية تغادر القمر، ويظهر بخار المحرك (تيَّار العادم) لمُدَّة قصيرة جدًا.
- إطلاق أبولو 8 خلال مرحلة الانفصال الأولى.

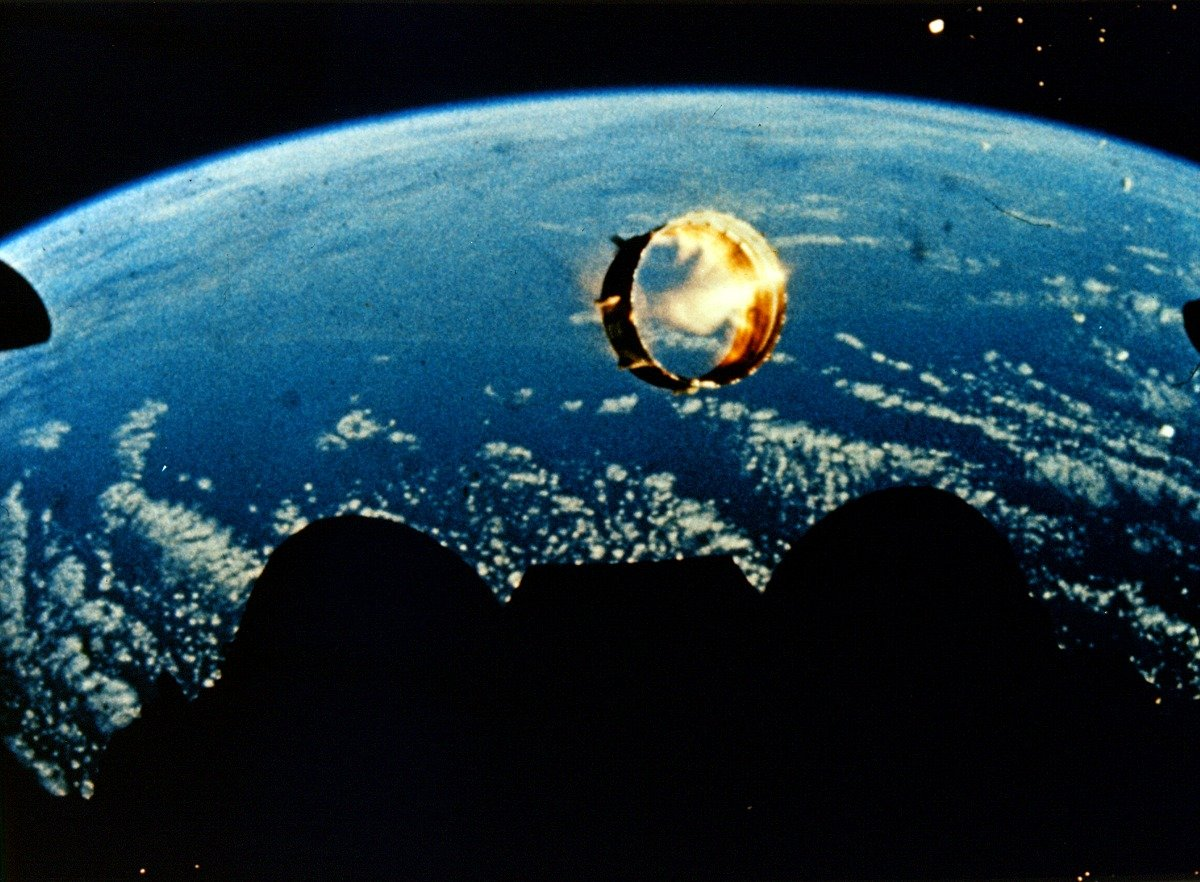
قد لا يكون بخار المحرك (تيَّار العادم) ظاهرًا خارج الغلاف الجوي، كما يظهر في هذه الصورة. المحركات الصاروخية هي تلك الأجزاء السوداء في وسط الصورة من الأسفل.
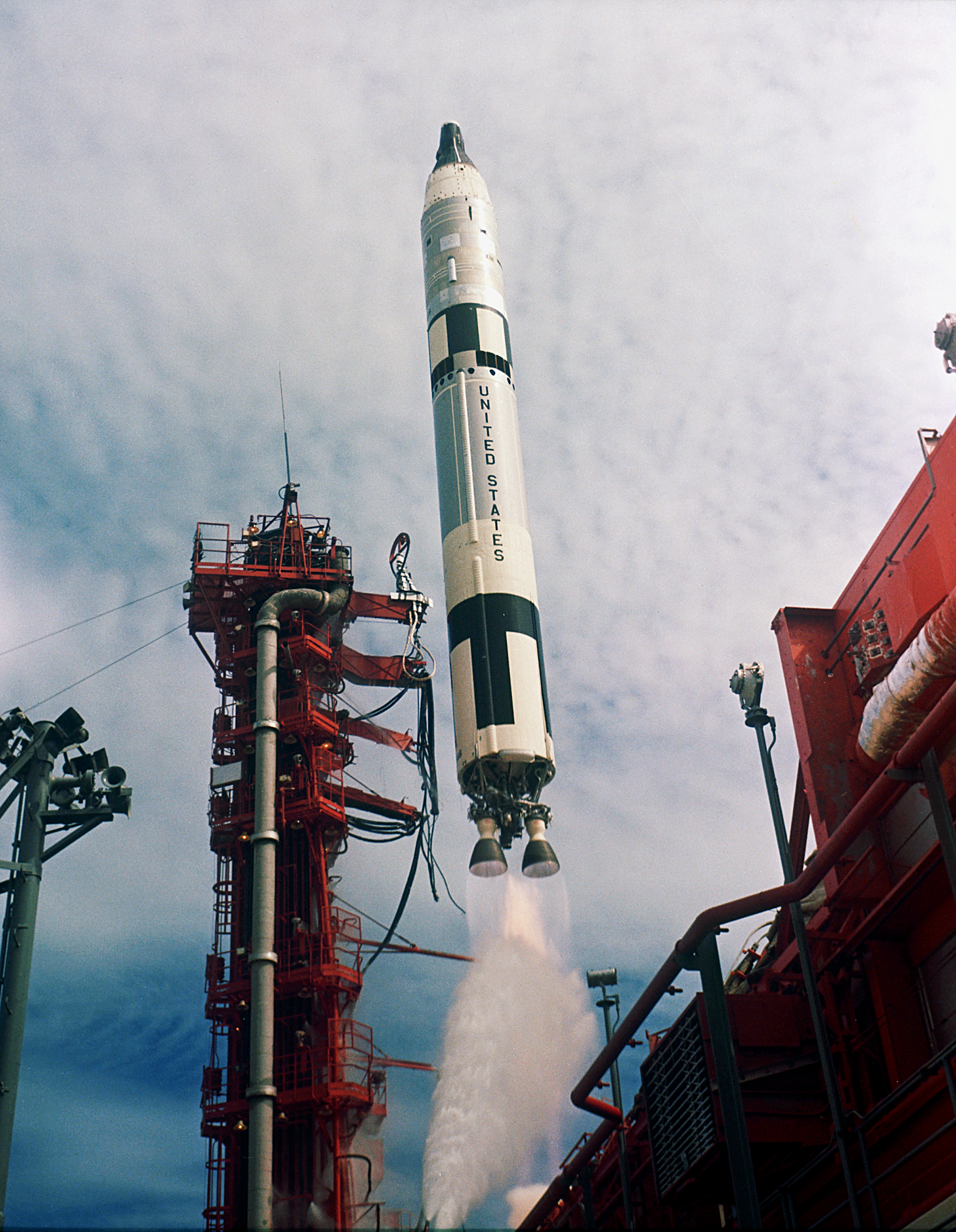
إطلاق تيتان 2 حيث يظهر الحرق تلقائي الاشتعال للأيروزين-50/ رباعي أكسيد ثنائي النيتروجين، 1.9 ميغانيوتن من الدفع. لاحظ البخار الشفاف تقريبًا، حتى في الهواء (ينتشر الماء من الأسفل).
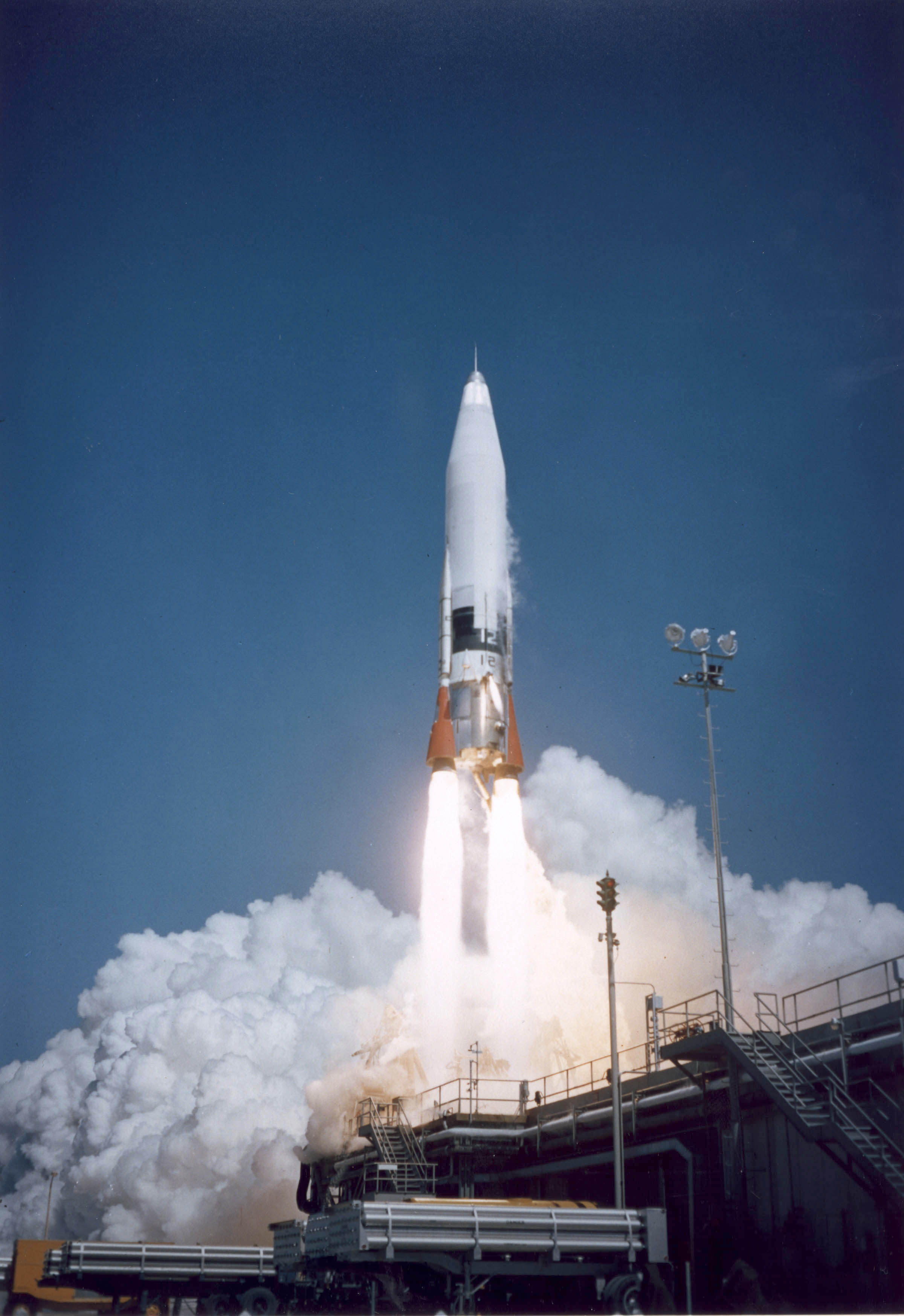
تستخدم صواريخ أطلس وقود كيروسين غير تلقائيّ الاشتعال (داسِرٌ صاروخيّ-1) مما يعطي تيَّار عادم شديد السطوع والوضوح عند دَّفع (دسْر) الصاروخ
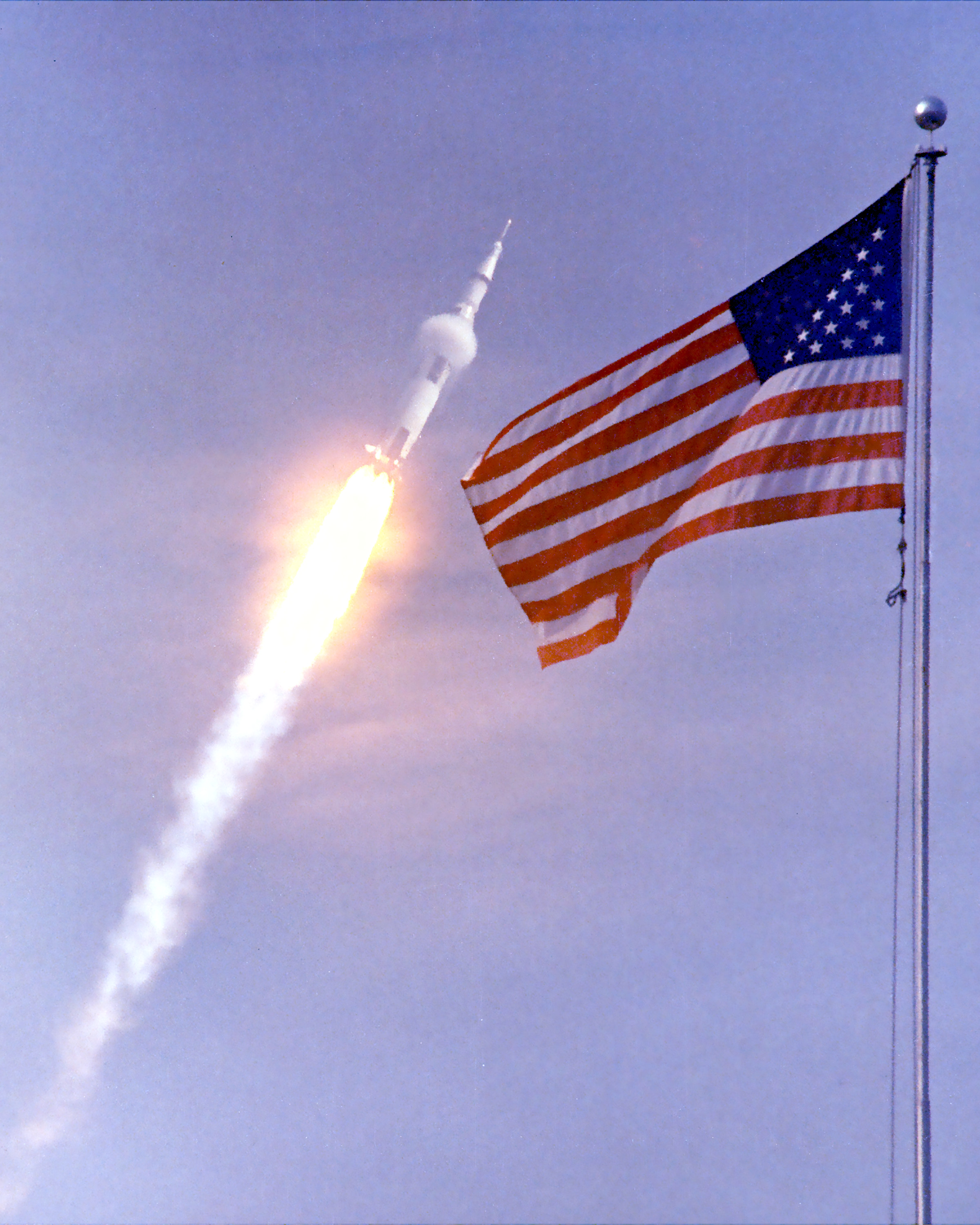
اللهب اللامع في المرحلة الأولى من حرق الصاروخ ساتورن 5.

3.  تزن المركبة القمرية 17 طنًا ولم تصنع أي علامة على الغبار القمري، ومع ذلك يمكن رؤية آثار الأقدام بجانبها.
- على سطح الأرض، بلغ وزن الوقود والطاقم على مركبة أبولو القمرية، إيغل، 15 ألف كيلوغرام. ومع ذلك، على سطح القمر، بعد صرف الوقود والمؤكسد على الهبوط من المدار القمري، بلغ وزن المركبة 1200 كيلوغرام.[139] كان رواد الفضاء أخف بكثير من المركبة، ولكن أحذيتهم كانت أصغر من منصات المركبة البالغ قطرها 91 سنتيمترًا تقريبًا.[140] يحدد الضغط بدلًا من القوة مقدار الانضغاط على الحطام القمري. في بعض الصور، تضغط منصات المركبة بالفعل على الحطام، لا سيما عندما تتحرك جانبيًا عند الهبوط. (يكون ضغط التحمل تحت منصات المركبة أبولو 11، إذ تزن المركبة 44 ضعف وزن رائد الفضاء المجهز للنشاط خارج المركبي، مماثلًا بالحجم لضغط التحمل لقدمي رائد الفضاء.[141]

4.  لن تستطيع وحدات تكييف الهواء الموجودة في بزة رائد الفضاء العمل في بيئة لا يوجد فيها غلاف جوي.
- تستطيع وحدات التبريد العمل فقط في الفراغ. تتدفق المياه من الخزان في حقيبة الظهر من خلال المسام الصغيرة في لوحة التسامي المعدنية حيث تتبخر بسرعة في الفضاء. يؤدي فقدان حرارة التبخير إلى تجميد الماء المتبقي، مشكلًا طبقة من الجليد على السطح الخارجي للوحة والتي تتسامى أيضًا في الفضاء (تتحول من مادة صلبة مباشرة إلى غاز). تتدفق حلقة مياه منفصلة عبر بزة التبريد السائل التي يرتديها رائد الفضاء، حاملةً حرارة النفايات الأيضية من خلال لوحة التسامي حيث تُبرد وتُعاد إلى بزة التبريد السائل. تعطي 4.5 كيلوغرام من مياه التغذية حوالي ثماني ساعات من التبريد؛ بسبب حجمها، وغالبًا ما كان ذلك يمثل الحد الاستهلاكي خلال النشاط خارج المركبي.

### الإرسالات

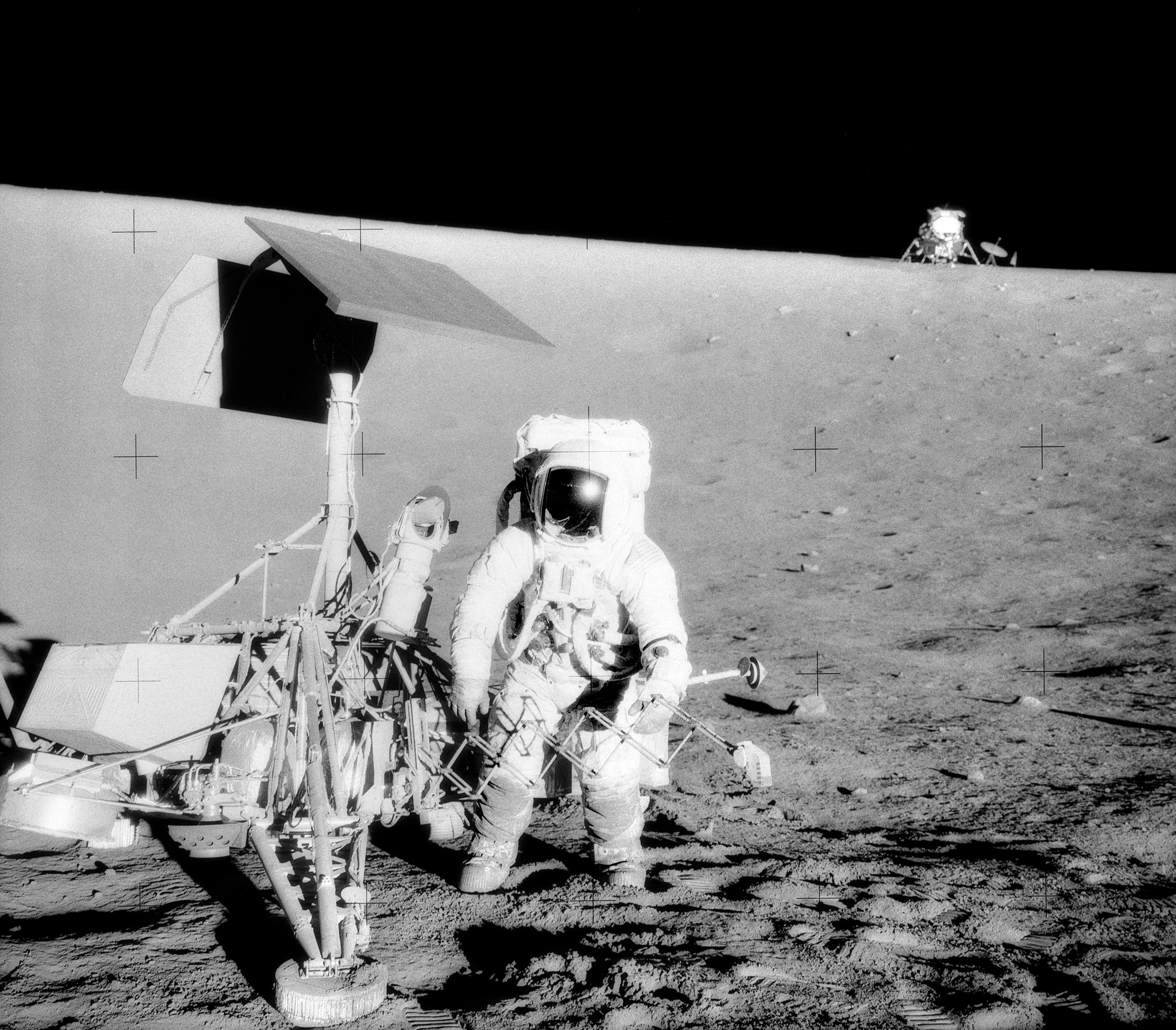
سيرفيور 3 ومركبة أبولو 12 في الخلفية.

1. كان يجب أن تتأخر الاتصالات لثانيتين على الأقل بين الأرض والقمر، على مسافة 400 ألف كيلومتر.
- يظهر الوقت الذي يستهلكه الضوء للسفر ذهابًا وإيابًا لأكثر من ثانيتين في جميع التسجيلات في الوقت الحقيقي للصوت القمري، ولكن هذا لا يظهر دائمًا كما هو متوقع. قد يكون هناك أيضًا بعض الأفلام الوثائقية يُعدل فيها التأخير. قد تكون أسباب تحرير الصوت لضيق الوقت أو من أجل الوضوح.[142]

2. كانت التأخيرات المثالية في الاتصالات حوالي 0.5 ثانية.
- إن الادعاءات بأن التأخير كان نصف ثانية فقط غير طبيعية، كما تظهر فحوصات التسجيلات الأصلية. وأيضًا، يجب عدم وجود تأخير زمني متسق بين الاستجابة والأخرى، إذ تسجل المحادثة في طرف واحد، مركز التحكم بالمهمة. يمكن سماع الاستجابات من مركز التحكم بالمهمة دون تأخير، إذ تُسجل الاستجابة في ذات الوقت الذي يتلقى فيه المركز الإرسال من القمر.

3. أُعلن للعالم أن مرصد باركس في أستراليا سيكون الموقع الذي يتلقى الإرسال من أول مركبة تمشي على القمر. ومع ذلك، قبل خمس ساعات من الإرسال، أخبر العاملون في المرصد بأن يتوقفوا عن العمل.
- تغير توقيت أول رحلة مشي على القمر بعد الهبوط. في الحقيقة، كان التأخير في أول رحلة مشي على القمر يعني أن مرصد باركس غطى كامل رحلة أبولو 11 للمشي على القمر.[143]

4. زُعم أن باركس يمتلك أفضل جودة بث من القمر، لكن وسائل الإعلام الأسترالية والمصادر الأخرى، نقلت البث المباشر من الولايات المتحدة.
- في حين أن هذه كانت الخطة الأصلية، لكن وفقًا لبعض المصادر، أخذ المصدر الرسمي، هيئة الإذاعة الأسترالية الإرسال مباشرةً من التلسكوبات اللاسلكية باركس وهونيساكل كريك. حُول الإرسال إلى شبكة التلفزيون الوطني في بادينجتون بسيدني. وهذا يعني أن المشاهدين الأستراليين رأوا المشي على القمر قبل بقية العالم بعدة ثواني.[144] انظر أيضًا مقالة عالم الفلك الإذاعي باركس جون ساركيسيان على أجنحة النسر: دعم مرصد باركس لمهمة أبولو 11،[145] صُورت الأحداث المحيطة بدور مرصد باركس في بث التلفزيون المباشر للمشي على سطح القمر في فيلم كوميدي أسترالي خيالي بعنوان ديش من إنتاج عام 2000.

5. كان من المفترض استقبال إشارة أفضل في مرصد باركس عندما كان القمر في الجهة المعاكسة للكوكب.
- لا تدعم السجلات والأدلة المفصلة للرحلة هذا الادعاء.[146]

### البيانات المفقودة
إن الطبعات الزرقاء (المخطَّطٌات الأوَّليّة) والتصميمات ورسومات التطوير للآلات المشاركة في الرحلة مفقودة. إن شرائط رحلة أبولو 11 التي تحتوي على القياس عن بعد والفيديو ذي الجودة العالية (قبل التحويل المسحي من نسخة التلفزيون بالحركة البطيئة إلى نسخة التلفزيون النظامية) لأول رحلة مشي على القمر مفقودة أيضًا.

#### الأشرطة

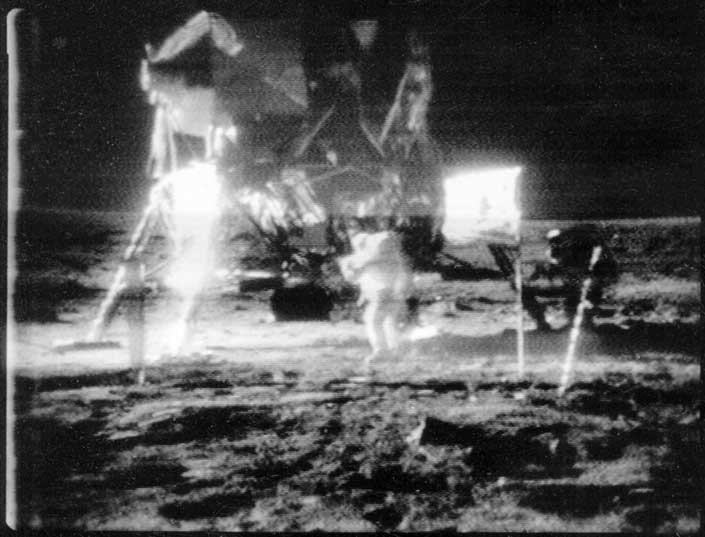
صورة لتلفزيون المسح البطيء قبل إجراء التحويل المسحي.

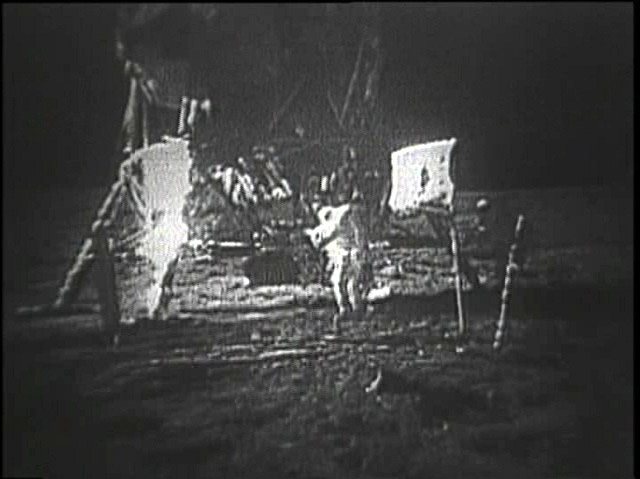
صورة لتلفزيون المسح البطيء بعد إجراء التحويل المسحي.

اعترف كل من الدكتور دافيد ر. ويليامز (مختص الأرشفة في ناسا في مركز غودارد لرحلات الفضاء) ومدير رحلة أبولو 11 يوجين ف. كرانز أن أشرطة بيانات أبولو 11 عن بعد مفقودة. يرى مناصرو نظرية المؤامرة أن هذا دليل على عدم وجود الأشرطة أصلًا. كانت أشرطة القياس عن بعد لأبولو 11 مختلفة عن أشرطة القياس عن بعد الخاصة بهبوط القمر الآخر لأنها تحتوي على البث التلفزيوني الأساسي. لأسباب فنية، حمل جهاز الهبوط في أبولو 11 كاميرا تلفزيون ذات مسح بطيء. لبث الصور إلى التلفزيون العادي، يجب إجراء التحويل المسحي. كان التلسكوب الراديوي في مرصد باركس في أستراليا قادرًا على استقبال القياس عن بعد من القمر في وقت مشي أبولو 11 على سطح القمر. امتلك باركس هوائيًا أكبر من هوائي ناسا في أستراليا في محطة تتبع هونيساكل كريك، لذلك حصل على صورة أفضل. تلقى أيضًا صورة أفضل من هوائي وكالة ناسا في مجمع غولدستون لاتصالات الفضاء البعيدة. سُجلت هذه الإشارة التلفزيونية المباشرة، جنبًا إلى جنب مع بيانات القياس عن بُعد، على شريط تمثيلي قياس 1 بوصة وعرض أربعة ملفات في باركس. كان إرسال الكاميرا الأصلي فيه تفاصيل وتباين أفضل من الصور المحولة بالمسح الضوئي، وهذا الشريط الأصلي مفقود. أجري تحويل خام وفي الوقت الحقيقي لإشارة الكاميرا في أستراليا قبل بثه في جميع أنحاء العالم. ومع ذلك، تتوفر صور ثابتة لصور الكاميرا الأصلية. صُورت حوالي 15 دقيقة منه بواسطة كاميرا فيلم 8 ميليمتر للهواة وهي متاحة أيضًا. في وقت لاحق لم تستخدم بعثات أبولو الكاميرا المذكورة. على الأقل، ما تزال بعض أشرطة القياس عن بعد من حزمة تجارب أبولو على السطح القمري العلمية (التي استمرت حتى عام 1977) موجودة، وفقًا للدكتور ويليامز. عُثر على نسخ من هذه الأشرطة.
يبحث آخرون عن أشرطة القياس عن بعد المفقودة لأسباب مختلفة. تحتوي الأشرطة على خلاصة الفيديو الأصلي والأعلى جودةً من هبوط أبولو 11. يريد بعض أفراد رحلة أبولو السابقين العثور على الأشرطة للأجيال القادمة، بينما يعتقد مهندسو وكالة ناسا الذين يتطلعون إلى مهام القمر المستقبلية أن الأشرطة قد تكون مفيدة لدراسات التصميم الخاصة بهم. وجدوا أن أشرطة أبولو 11 أرسلت للتخزين في الأرشيف الوطني الأمريكي عام 1970، ولكن بحلول عام 1984، أعيدت جميع أشرطة أبولو 11 إلى مركز غودارد لرحلات الفضاء بناءً على طلبهم. يُعتقد أن الأشرطة قد خُزنت بدلًا من إعادة استخدامها. كان مركز غودارد يخزن 35 ألف شريط جديد سنويًا عام 1967، حتى قبل الهبوط على القمر.
في نوفمبر 2006، ذكر موقع كوزموس أونلاين خبر مفاده العثور على حوالي 100 شريط بيانات سُجلت في أستراليا خلال مهمة أبولو في مختبر صغير للعلوم البحرية في مبنى الفيزياء الرئيسي في جامعة كيرتن للتكنولوجيا في بيرث بأستراليا. أرسل أحد الأشرطة القديمة إلى وكالة ناسا للتحليل. لم تظهر الصور التلفزيونية بطيئة المسح على الشريط.
في يوليو 2009، أشارت وكالة ناسا إلى أنها محت لقطات أبولو 11 الأصلية على القمر منذ سنوات حتى تتمكن من إعادة استخدام الشريط. أصدرت وكالة ناسا في ديسمبر 2009 تقريرًا نهائيًا عن شرائط القياس عن بُعد لأبولو 11. كُلف كبير المهندسين ديك نافزغر، الذي كان مسؤولاً عن التسجيلات التلفزيونية الحية خلال مهمات أبولو، بمشروع الترميم. قال نافزغر إنه بعد بحث دام لثلاث سنوات، كان الاستنتاج الذي لا مفر منه هو أن الأشرطة الخمسة والأربعين مُسحت وأعيد استخدامها (يُقدر وجود 15 شريطًا مسجلاً في كل من محطات التتبع الثلاثة) في فيديو أبولو 11. في الوقت المناسب للذكرى الأربعين لهبوط أبولو 11، كُلفت شركة بواري ديجيتال باستعادة اللقطات المتبقية. قال مايك إنشاليك، رئيس شركة لوري ديجيتال، إن هذا الفيديو هو الأقل جودة الذي تعاملت معه الشركة. وأشاد نافزغر بشركة لوري لاستعادة الوضوح في فيديو أبولو، الذي سيظل باللونين الأبيض والأسود ويحتوي على تحسينات رقمية معينة. استغرق إكمال مشروع الترميم الذي تبلغ تكلفته 230 ألف دولار أمريكي شهورًا، ولم يتضمن تحسينات في جودة الصوت. وُفرت بعض اللقطات المختارة المستعادة بدقة عالية على موقع وكالة ناسا على الإنترنت.

#### الطبعات الزرقاء

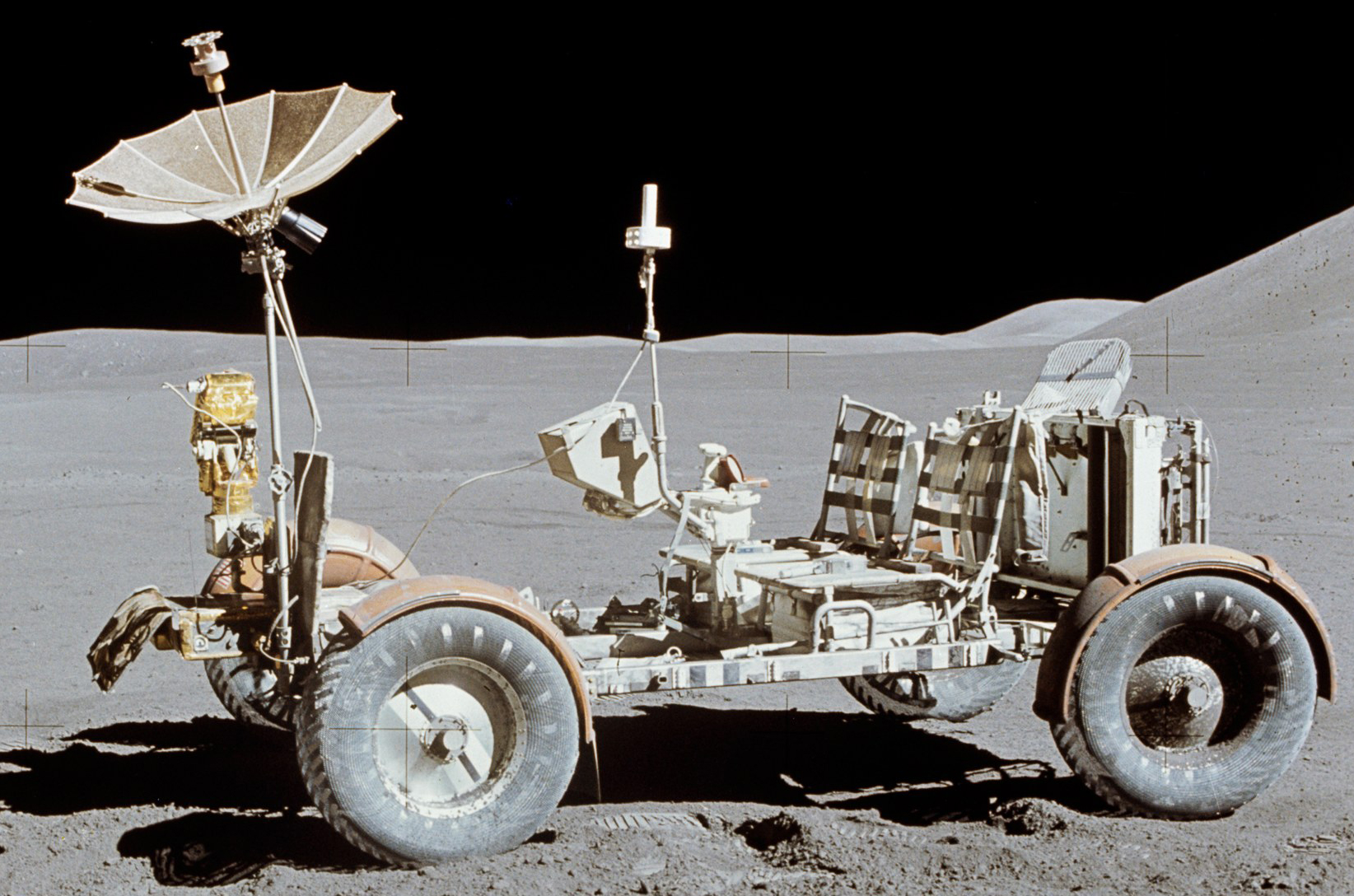
العربة القمرية المحمولة على أبولو 15.

يبدو أن شركة غرومان دمرت معظم وثائق إل إم الخاصة بها، ولكن توجد نسخ من مخططات الصاروخ ساتورن 5 على الميكروفيلم.
بنيت أربع عربات قمرية عن طريق بوينغ. حُملت ثلاث منها إلى القمر على متن مركبات أبولو 15 و16 و17، واستخدمها رواد الفضاء للتنقل على القمر وتركت هناك. بعد إلغاء مهمة أبولو 18، استخدمت العربة القمرية الأخرى كقطع غيار لمهمات أبولو 15 و17. يحتوي كتيب العمليات للعربة القمرية والمؤلف من 221 صفحة بعض الرسوم التوضيحية، ولكن ليس الطبعات الزرقاء (المخطَّطات الأولية).

### تكنولوجيا الفضاء في الولايات المتحدة مقارنةً بالاتحاد السوفيتي
يشير بارت سيبرل إلى المستوى النسبي لتكنولوجيا الفضاء في الولايات المتحدة والاتحاد السوفيتي كدليل على أن هبوط القمر لم يحدث. في معظم المراحل المبكرة لسباق الفضاء، كان الاتحاد السوفيتي متقدماً على الولايات المتحدة، ولكن في النهاية، لم يكن الاتحاد السوفيتي قادراً أبداً على قيادة مركبة إلى القمر، ناهيك عن الهبوط على سطحه. يقال إنه بما أن الاتحاد السوفيتي لم يكن قادرًا على القيام بذلك، لم تكن الولايات المتحدة أيضًا قادرة على تطوير التكنولوجيا للقيام بذلك.
على سبيل المثال، يدعي الاتحاد السوفيتي أنه خلال برنامج أبولو، كانت لديه خمسة أضعاف ساعات العمل للعاملين في حقل الفضاء أكثر من الولايات المتحدة، ويلاحظ أن الاتحاد السوفيتي كان أول من أنجز العديد من المراحل المبكرة في الفضاء: أول قمر صناعي من صنع الإنسان في المدار (أكتوبر 1957، سبوتنيك 1)؛ أول كائن حي في المدار (كلبة تدعى لايكا، نوفمبر 1957، سبوتنيك 2)؛ أول رجل في الفضاء في المدار (يوري غاغارين، أبريل 1961، فوستوك 1)؛ أول امرأة في الفضاء (فالنتينا تيريشكوفا، يونيو 1963، فوستوك 6)؛ والمشي الفضائي الأول (نشاط خارج مركبي) (أليكسي ليونوف في مارس 1965، فوسخود 2).
ومع ذلك، وصلت الولايات المتحدة لمعظم المكاسب السوفيتية المذكورة أعلاه في غضون عام، وأحيانًا في غضون أسابيع. في عام 1965، بدأت الولايات المتحدة في تحقيق العديد من السبقيات (مثل أول موعد ناجح في الفضاء)، والتي كانت خطوات مهمة في المهمة إلى القمر. علاوة على ذلك، تقول وكالة ناسا وآخرون إن هذه المكاسب التي حققها السوفيت ليست مثيرة للإعجاب كما تبدو؛ وإن عددًا من هؤلاء الأوائل كانوا مجرد حركات لم تحقق تقدمًا تكنولوجيًا بشكل كبير أو على الإطلاق، على سبيل المثال، أول امرأة في الفضاء. في الواقع، بحلول وقت إطلاق أول رحلة أبولو للدوران حول الأرض (أبولو 7)، كان الاتحاد السوفيتي قد أجرى تسع رحلات فضائية فقط (سبع مع رائد فضاء واحد، ورحلة مع رائدي فضاء، ورحلة مع ثلاثة رواد) مقارنة بستة عشر رحلة للولايات المتحدة. من حيث ساعات عمل المركبات الفضائية، كان لدى الاتحاد السوفيتي 460 ساعة من رحلات الفضاء؛ كان للولايات المتحدة 1,024 ساعة. من حيث وقت رائد الفضاء/ رائد الفضاء الروسي، كان لدى الاتحاد السوفيتي 534 ساعة من رحلات الفضاء المأهولة بينما كان لدى الولايات المتحدة 992 ساعة. في وقت أبولو 11، كان للولايات المتحدة تقدمٌ أوسع بكثير من ذلك.
علاوةً على ذلك، لم يطور الاتحاد السوفيتي صاروخًا ناجحًا قادرًا على القيام بمهمة القمر المأهولة حتى ثمانينيات القرن العشرين، إذ فشل صاروخهم إن 1 في جميع محاولات الإطلاق الأربع التي تمت بين عامي 1969 و1972. اختُبرت المركبة القمرية السوفيتية إل كي في الرحلات الجوية الثلاثة غير المأهولة ذات المدار الأرضي المنخفض في 1970 و1971.

### التكنولوجيا التي استخدمتها ناسا
كانت التكنولوجيا الرقمية على الأرض أثناء هبوط القمر في بدايتها. اعتمد رواد الفضاء على أجهزة الكمبيوتر للمساعدة في مهمات القمر. كان كمبيوتر أبولو غاديانس موجودًا على الوحدة القمرية ووحدة القيادة والخدمة. كانت العديد من أجهزة الكمبيوتر في ذلك الوقت كبيرة جدًا رغم مواصفاتها الضعيفة. على سبيل المثال، في عام 1973، بعد عام واحد من هبوط القمر النهائي، أطلق حاسوب زيركس ألتو. يحتوي هذا الكمبيوتر على ذاكرة بحجم 96 كيلوبايت. تستخدم معظم أجهزة الكمبيوتر الشخصية اعتبارًا من عام 2019 عشرة آلاف إلى خمسين ألف ضعف هذا الحجم من ذاكرة الوصول العشوائي. يدعي منظرو المؤامرة أن أجهزة الكمبيوتر خلال فترة هبوط القمر لم تكن متقدمة بما يكفي للسماح بالسفر المأهول في الفضاء إلى القمر والعودة؛ يزعمون بالمثل أن التكنولوجيا المعاصرة الأخرى (الإرسال الراديوي والرادار والأجهزة الأخرى) كانت أيضًا غير كافية للمهمة.

### وفيات العاملين في ناسا
في برنامج متلفزٍ عن ادعاءات خدعة الهبوط على القمر، أحصت مجموعة فوكس للترفيه وفاة عشرة رواد فضاء ومدنيين مرتبطين ببرنامج المركبة الفضائية المأهولة كجزء من غطاء مزعوم.
- ثيودور فريمان (قتل مقذوفًا من طائرة تي-38 بعد تعرضها لضربة طير، في أكتوبر 1964).
- إليوت سي وتشارلي باسيت (تحطم طائرى تي-38 خلال طقس سيئ، فبراير 1966).
- فيرجيل غوس غريسوم وإد وايت وروجر ب. شاف (قتلوا بحريق قبل اختبار المقابس لأبولو 1، يناير 1967).
- إدوارد إد غيفينز (قتل بحادث سيارة، يونيو 1967).
- كليفتون سي. سي ويليامز (قتل عند إخراجه من طائرة تي-38، أكتوبر 1967).
- مايكل ج. مايك أدامز (مات بتحطم طائرة إكس-15، نوفمبر 1967. كان أدامز الطيار الوحيد الذي قُتل خلال اختبار طائرة إكس-15. كان طيار اختبار لا رائد فضاء لناسا، لكنه حلق بالطائرة إكس-15 فوق 80 كيلومترًا).
- روبرت هنري لورانس الابن (قتل بتحطم طائرة إف-104، ديسمبر 1967)، بعد فترة قصيرة من اختياره كطيار لبرنامج مختبر المدار المأهول التابع للقوات الجوية الأمريكية (ألغي لاحقًا).
- توماس رونالد بارون (موظف في نورث أميركان أفياشن. توفي بارون باصطدام سيارة مع قطار في السابع والعشرين من أبريل 1967، بعد ستة أيام من شهادته أمام لجنة مجلس النواب الفرعية برئاسة النائب أولين إي. تيغ حول التحقيق بمراقبة ناسا التي عُقدت بعد حريق أبولو 1، الذي طُرد من العمل بعده). كان بارون مفتش مراقبة الجودة الذي كتب تقريرًا ينتقد فيه برنامج أبولو وكان ناقدًا واضحًا لسجل السلامة عند ناسا بعد حريق أبولو 1. قُتل بارون وعائلته بعد أن صدم قطار سيارتهم عند تقاطع سكة القطار مع الطريق العام. كانت الوفيات حادثًا.[171][172]
- بريان د. ويلش، مسؤول بارز في مكتب الشؤون العامة عند ناسا ومدير خدمات الإعلام. توفي ويلش بعد شهور من ظهوره في وسائل الإعلام لتفنيد البرنامج المتلفز المناصر للخدعة المذكور أعلاه.[173] توفي بسكتة قلبية بعمر الثانية والأربعين.[174]

اثنين من الطيارين، مايك أدامز وروبرت لورانس، لم يكن لهم اتصال ببرنامج الفضاء المدني المأهول الذي أشرف على مهمات أبولو. كل الوفيات المسجلة إلى جانب ويلش حدثت قبل عشرين شهر على الأقل من رحلة أبولو 11 والرحلات اللاحقة.
بحلول نوفمبر 2018، كان 4 من أصل 12 رائد فضاء هبطوا على القمر بين 1967 و1972 أحياء، بما في ذلك باز ألدارين. وأيضًا، تسعة من بين رواد الفضاء الإثني عشر الذين طاروا إلى القمر دون الهبوط على سطحه ما يزالون أحياء، بما في ذلك مايكل كولينز.
يماثل عدد الوفيات داخل فيلق رواد الفضاء الأمريكيين خلال مرحلة التحضير وخلال مهمات أبولو عدد الوفيات عند الروس. خلال الفترة بين 1961 و1972، مات ثمانية رواد فضاء روس عاملين أو عاملين سابقين:
- غريغوري نيليوبوف (انتحار، فبراير 1961).
- فالنتين بوندارينكو (حادث تدريب أرضي، مارس 1961).
- فلاديمير كوماروف (حادث سويز 1، أبريل 1967).
- يوري غاغارين (تحطم ميغ-15، مارس 1968).
- بافلي بيلاييف (مضاعفات بعد الجراحة، يناير 1970).
- جورجي دوبروفولسكي وفلاديسلاف فولكوف وفيكتور باتساييف (حادث سويز 11، يونيو 1971).

إضافةً لذلك، توفي الرئيس المشرف على البرنامج الفضائي المأهول، سيرجي كوروليف، خلال خضوعه لجراحة في يناير 1966.

### رد ناسا
في يونيو 1977، أصدرت وكالة ناسا بيان وقائع ردًا على الادعاءات الأخيرة بأن عمليات هبوط أبولو على القمر كانت خدعة. كان بيان الوقائع حادًا بشكل خاص ويعتبر فكرة تزوير الهبوط على القمر منافيًا للعقل وغريبًا. تشير وكالة ناسا إلى الصخور والجسيمات التي جُمعت من القمر كدليل على شرعية البرنامج، إذ تزعم أنه لم يكن من الممكن تشكيل هذه الصخور في الظروف الأرضية. تشير وكالة ناسا أيضًا إلى أن جميع عمليات ومراحل برنامج أبولو تابعتها عن كثب وأشرفت عليها وسائل الإعلام الإخبارية، من الإقلاع إلى الهبوط. ردت وكالة ناسا على كتاب بيل كايسينغ، لم نذهب إلى القمر أبدًا، من خلال تحديد أحد ادعاءاته بالاحتيال فيما يتعلق بعدم وجود حفرة أحدثتها المركبة القمرية على سطح القمر عند هبوطها، ودحضتها بحقائق حول التربة والطبيعة المتماسكة لسطح القمر.
أعيد إصدار بيان الوقائع في 14 فبراير 2001، قبل يوم من بث تلفزيون فوكس برنامج "Conspiracy Theory: Did We Land on the Moon?" (بالعربية: نظرية المؤامرة: هل هبطنا على سطح القمر؟) أعاد الفيلم الوثائقي تنشيط اهتمام الجمهور بنظريات المؤامرة وباحتمال أن تكون عمليات الهبوط على سطح القمر مزيفة، ما أثار وكالة ناسا للدفاع عن اسمها مرة أخرى. تحدث في الوثائقي علماء أمريكيون من مجالات مختلفة كما ضم متحدثًا واحدًا من ناسا لإضفاء الموضوعية على الفيلم، حيث تبين بأن أصحاب نظريات المؤامرة على قناعة تامة بأن ما حدث في عام 1969 لم يكن سوى مجرد فيلم أمريكي باهظ التكاليف أنتج وأخرج برعاية وكالة ناسا.

### الاضطلاع المزعوم للمخرج ستانلي كوبريك
اتُهم المخرج ستانلي كوبريك بإنتاج الكثير من اللقطات لرحلات أبولو 11 و12، ربما لأنه أخرج في ذلك الوقت فيلمه الشهير 2001: ملحمة الفضاء، الذي يتخذ القمر مسرحًا جزئيًا لأحداثه ويتميز بتأثيرات خاصة متقدمة. زُعم أنه عندما كان الفيلم في مرحلة ما بعد الإنتاج في أوائل عام 1968، اقتربت وكالة ناسا سراً من كوبريك لإخراج أول ثلاث عمليات إنزال على القمر. سيكون الإطلاق والهبوط حقيقيين لكن المركبة الفضائية ستبقى في مدار الأرض وستبث لقطات مزيفة على أنها بث حي من القمر. لم يُقدم أي دليل على هذه النظرية، التي تتجاهل العديد من الحقائق. على سبيل المثال، أصدر الفيلم قبل هبوط أبولو الأول ويختلف تصوير كوبريك لسطح القمر اختلافًا كبيرًا عن مظهره في لقطات أبولو. تختلف حركة الشخصيات على القمر في الفيلم عن الحركة التي صورت رواد الفضاء في أبولو، ولا تشبه البيئة التي يبلغ فيها مقدار الجاذبية سدس جاذبية الأرض. تظهر العديد من المشاهد في الفيلم الغبار يتصاعد مع هبوط المركبات الفضائية، وهو أمر لا يحدث في بيئة القمر. استأجر كوبريك فريدريك أوردواي وهاري لانغ، وكلاهما كان يعمل مع وكالة ناسا ومقاولي الفضاء الرئيسيين، للعمل معه في إنتاج الفيلم. استخدم كوبريك أيضًا عدسات 50 ميليمتر ببعد بؤري 0.7 تُركت من مجموعة صنعتها زايس لصالح وكالة ناسا. ومع ذلك، حصل كوبريك على هذه العدسة فقط لفيلم باري ليندون من إنتاج 1975. كانت العدسة في الأصل عدسة صورة ثابتة وتحتاج إلى تغييرات لاستخدامها في تصوير الحركة.
كان بإمكان الوثائقي الهزلي المستند إلى هذه الفكرة، الجانب المظلم من القمر، أن يغذي نظرية المؤامرة. عُرض هذا الفيلم الوثائقي الفرنسي، الذي أخرجه ويليام كاريل، في الأصل على قناة آرت عام 2002 بعنوان أوبيراسيون لون. يحاكي الوثائقي نظريات المؤامرة بمقابلات مزورة، وقصص اغتيال مساعدي ستانلي كوبريك من قبل وكالة المخابرات المركزية، ومجموعة متنوعة من الأخطاء الواضحة، والتورية، والإشارات إلى شخصيات الفيلم القديمة، التي أدرجت في الفيلم كدليل للمشاهد. ومع ذلك، ما يزال بعض مؤيدي نظريات المؤامرة يأخذون الوثائقي كقيمة ظاهرية.

ظهر مقال بعنوان «ستانلي كوبريك وخدعة القمر» على منتدى يوسينيت عام 1995، في مجموعة الأخبار الساخرة. نقرأ في فقرة واحدة -حول كيف أُجبر كوبريك على التآمر:
«عززت وكالة ناسا موقفها من خلال التهديد بالكشف علنًا عن التورط الكبير للأخ الأصغر للسيد كوبريك راؤول مع الحزب الشيوعي الأمريكي. كان من الممكن أن يكون هذا إحراجًا لا يطاق للسيد كوبريك، خاصة منذ إصدار فيلم دكتور سترينجلوف».
لم يكن لدى كوبريك أخ بهذا الاسم - المقالة كانت محاكاة ساخرة، متكاملة مع جملة تصف كوبريك يصور المشي على القمر في الموقع على القمر. ومع ذلك، أخذ الادعاء بشكل جدي. استخدمها كلايد لويس بحرفيتها تقريبًا، في حين منح جاي ويدنر الأخ مكانة أعلى داخل الحزب:
«لا أحد يعرف كيف أقنعت هذه السلطات كوبريك بتوجيه عمليات إنزال أبولو. ربما هددوا كوبريك بطريقة ما. حقيقة أن شقيقه، راؤول كوبريك، كان رئيسًا للحزب الشيوعي الأمريكي، ربما كان أحد السبل التي اتبعتها الحكومة للحصول على تعاون ستانلي».
في يوليو 2009، نشر ويندر على صفحته على الإنترنت «أسرار البريق»، وذكر أن فيلم البريق الذي أخرجه كوبريك من إنتاج 1980 هو اعتراف مخفي لدوره في مشروع الخدعة. كانت هذه الرسالة موضوع دحض في مقال نُشر على موقع سيكر بعد نصف عام تقريبًا.
يُعد فيلم مون ووكرز عام 2015 سردًا خياليًا لادعاء عميل وكالة المخابرات المركزية تورّط كوبريك.
في ديسمبر 2015، ظهر مقطع فيديو يزعم أنه أُجرى مقابلة مع كوبريك قبل فترة وجيزة من وفاته عام 1999؛ يزعم الفيديو أن المخرج اعترف لـ تي. باتريك موراي بأن عمليات هبوط أبولو على القمر كانت مزيفة. وجدت الأبحاث بسرعة أن الفيديو كان خدعة.

### العمل الأكاديمي
في عام 2002، منحت وكالة ناسا 15 ألف دولار أمريكي لجيمس أوبرغ مقابل كتابة نقضٍ لكل نقاط ادعاءات الخدعة. ومع ذلك، ألغت وكالة ناسا اللجنة في وقت لاحق من ذلك العام، بعد شكاوى من أن الكتاب سيكرم الاتهامات. قال أوبيرغ إنه كان ينوي إنهاء الكتاب. في نوفمبر 2002، قال بيتر جينينغز ستنفق وكالة ناسا بضعة آلاف من الدولارات لتحاول أن تثبت لبعض الناس أن الولايات المتحدة هبطت بالفعل بالإنسان على سطح القمر وناسا كانت مضطربة للغاية، لقد وظفت شخصًا لكتابة كتاب يدحض منظري المؤامرة. يقول أوبيرغ إن الإيمان بنظريات الخدعة ليس خطأ المتآمرين، بل خطأ المدرسين والأشخاص (بما في ذلك وكالة ناسا) الذين يجب أن يقدموا المعلومات للعامة.
في عام 2004، حصل مارتن هيندري وكين سكيلدون من جامعة غلاسكو على منحة من قبل مجلس أبحاث الفيزياء الجزيئية ومقرها المملكة المتحدة للتحقيق في نظريات مؤامرة الهبوط على القمر. في نوفمبر 2004، ألقوا محاضرة في مركز غلاسكو للعلوم تناولوا فيها الادعاءات العشر الأولى من قبل مؤيدي نظرية المؤامرة بشكل فردي ودحضها.

### حلقة خاصة من ميث باسترز
خُصصت حلقة من برنامج ميث باسترز (مدمرو الخرافات) في أغسطس 2008 لعمليات هبوط القمر. اختبر طاقم البرنامج العديد من ادعاءات مؤيدي نظرية المؤامرة. أجريت بعض الاختبارات في منشأة تدريب تابعة لوكالة ناسا. صُنفت جميع ادعاءات مؤيدي نظرية المؤامرة التي فُحصت في العرض على أنها زائفة، ما يعني أن ادعاءاتهم لم تكن صحيحة.

## الدلائل من أطراف ثالثة للهبوط على القمر

### تصوير مواقع الهبوط

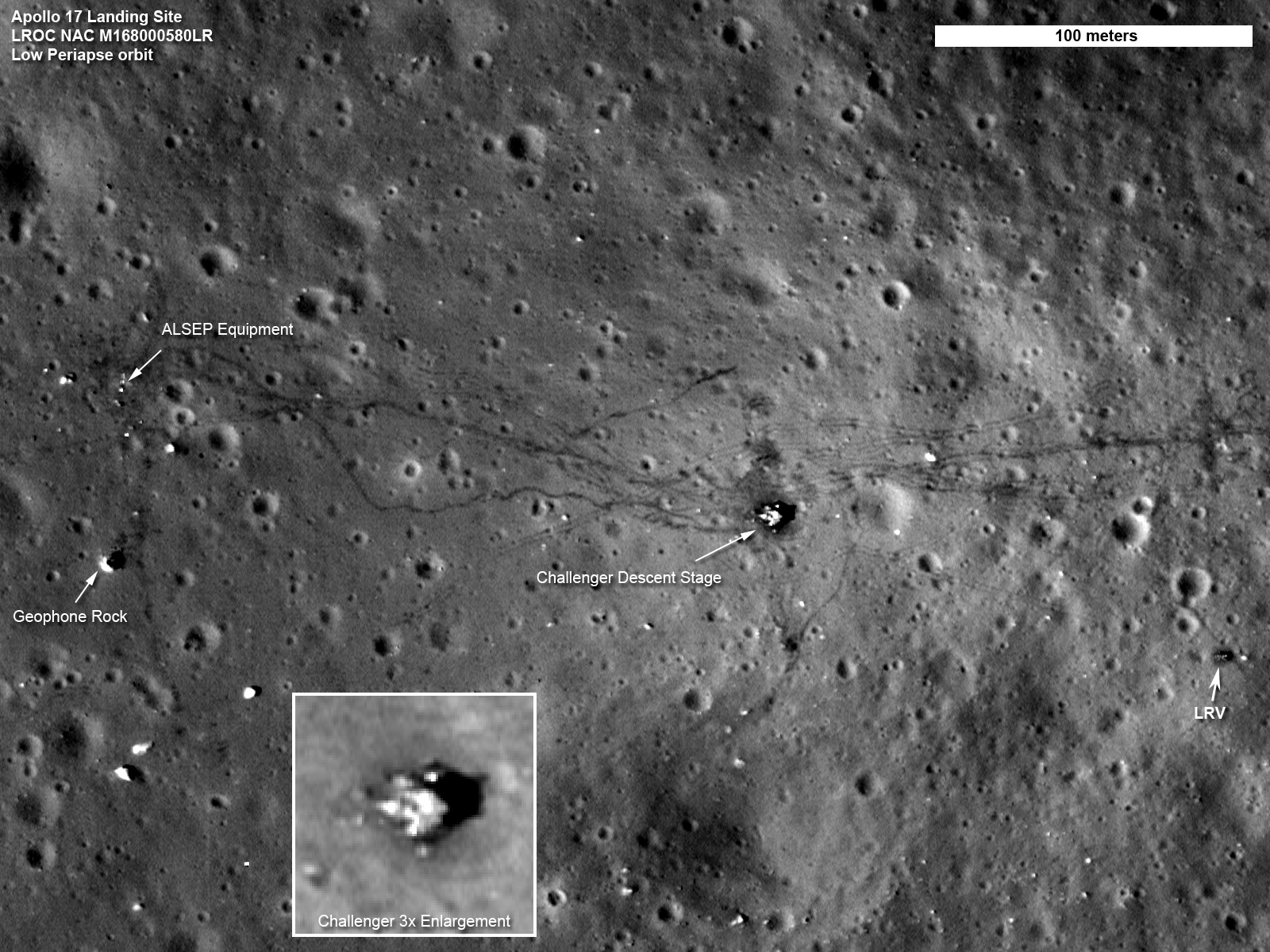
صورة مستكشف القمر المداري لموقع هبوط أبولو 17 (انقر على الصورة للتكبير).

يدعي مناصرو نظرية المؤامرة حول الهبوط على القمر أن المراصد وتلسكوب هابل الفضائي يجب أن يكونوا قادرين على تصوير مواقع الهبوط. يعني هذا أن المراصد الرئيسية في العالم (وكذلك برنامج هابل) متواطئة في الخدعة برفضها التقاط صور لمواقع الهبوط. التقطت صور للقمر بواسطة هابل، بما في ذلك موقعين على الأقل من مواقع هبوط أبولو، ولكن دقة هابل تحدد عرض الأجسام القمرية بأحجام لا تقل عن 55-69 مترًا، وهي دقة غير كافية لرؤية أي ميزات لموقع الهبوط.
في أبريل 2001، نشر ليونارد ديفيد مقالًا على موقع سبيس دوت كوم، والذي أظهر صورة التقطتها مهمة كليمنتين تظهر بقعة داكنة منتشرة في موقع تقول وكالة ناسا إنها مركبة الهبوط أبولو 15. لاحظ الأدلة ميشا كريسلافسكي، من قسم العلوم الجيولوجية في جامعة براون، ويوري شكوراتوف من مرصد خاركيف الفلكي في أوكرانيا. أرسل مسبار سمارت 1 غير المأهول من وكالة الفضاء الأوروبية صورًا لمواقع الهبوط، وفقًا لبيرنارد فوينغ، كبير العلماء في برنامج وكالة الفضاء الأوروبية للعلوم. قال فوينج في مقابلة على الموقع ذاته: «بالنظر إلى مدار سمارت-1 الأولي المرتفع، قد يكون من الصعب رؤية الآثار».

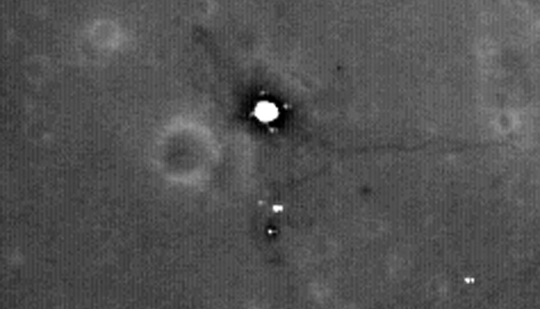
موقع هبوط أبولو 11، «هنا حطت المركبة القمرية، ركنت في ذات المكان تقريبًا الذي حطت فيه قبل أربعين عامًا، كما لو أن الزمن لم يتحرك وبقي هناك منذ أربعين عامًا.» - نقلًا عن النيويورك تايمز.

في عام 2002، أشار أليكس آر بلاكويل من جامعة هاواي إلى أن بعض الصور التي التقطها رواد أبولو أثناء وجودهم في مدار القمر تظهر مواقع الهبوط.
نشرت صحيفة ديلي تلغراف مقالًا عام 2002 تقول فيه إن علماء الفلك الأوروبيين في التلسكوب الكبير جدًا (VLT) سيستخدمون التلسكوب لمشاهدة مواقع الهبوط. وفقًا للمقال، قال الدكتور ريتشارد ويست إن فريقه سيأخذ صورة عالية الدقة لأحد مواقع هبوط أبولو. أجاب ماركوس ألين، مؤيدٌ لنظرية المؤامرة، أنه لن يقنعه وجود صور للعتاد على القمر بحدوث عمليات إنزال مأهولة. استُخدم التلسكوب لتصوير القمر وقدّم دقة 130 مترًا، وهو ما لم يكن جيدًا بما يكفي لعرض هبوط المركبة على القمر بعرض 4.2 متر أو ظلها الطويل.
أطلقت الوكالة اليابانية لاستكشاف الفضاء الجوي مسبار سيلين مون في 14 سبتمبر 2007، من مركز تانيغاشيما للفضاء. دار المسبار حول القمر على ارتفاع حوالي 100 كيلومتر. في مايو 2008، أفادت الوكالة باكتشاف الهالة الناتجة عن عادم محرك المركبة القمرية أبولو 15 من صورة كاميرا تيرين. تطابق صورة ثلاثية الأبعاد معادٌ تكوينها أيضًا تضاريس صورة أبولو 15 التي التقطت من السطح.
في 17 يوليو 2009، نشرت وكالة ناسا صور اختبار هندسي منخفض الدقة لمواقع هبوط أبولو 11 وأبولو 14 وأبولو 15 وأبولو 16 وأبولو 17 التي صورها المتتبع القمري الاستطلاعي كجزء من عملية بدء مهمته الابتدائية. تُظهر الصور مرحلة الهبوط من كل مهمة على سطح القمر. تظهر صورة موقع هبوط أبولو 14 أيضًا المسارات التي اتخذها رائد فضاء بين التجربة العلمية (ألسيب) والمركبة. أصدرت وكالة ناسا صورًا لموقع هبوط أبولو 12 في 3 سبتمبر عام 2009. يمكن رؤية كل من مرحلة هبوط المركبة، وحزمة التجارب، والمركبة الفضائية سورفيور 3، وممرات مشي رواد الفضاء. في حين أعجب المجتمع العلمي بصور المتتبع القمري، إلا أنها لم تفعل أي شيء لإقناع مؤيدي نظريات المؤامرة بأن عمليات الإنزال قد حدثت في الحقيقة.
في الحادي من سبتمبر عام 2009، التقطت بعثة شاندرايان 1 القمرية التي ارسلتها الهند صورًا لموقع هبوط أبولو 15 ومسارات المركبات القمرية. أطلقت منظمة البحوث الفضائية الهندية مسبارها القمري غير المأهول في 8 سبتمبر 2008 من مركز ساتيش داوان الفضائي. التقطت الصور بواسطة كاميرا فوق طيفية رُكبت كجزء من حمولة البعثة الصورية.
صور المسبار القمري الثاني الصيني، تشانغ آه-2، الذي أطلق عام 2010، سطح القمر بدقة تصل إلى 1.3 متر. رصد المسبار آثار هبوط أبولو.

### صخور القمر

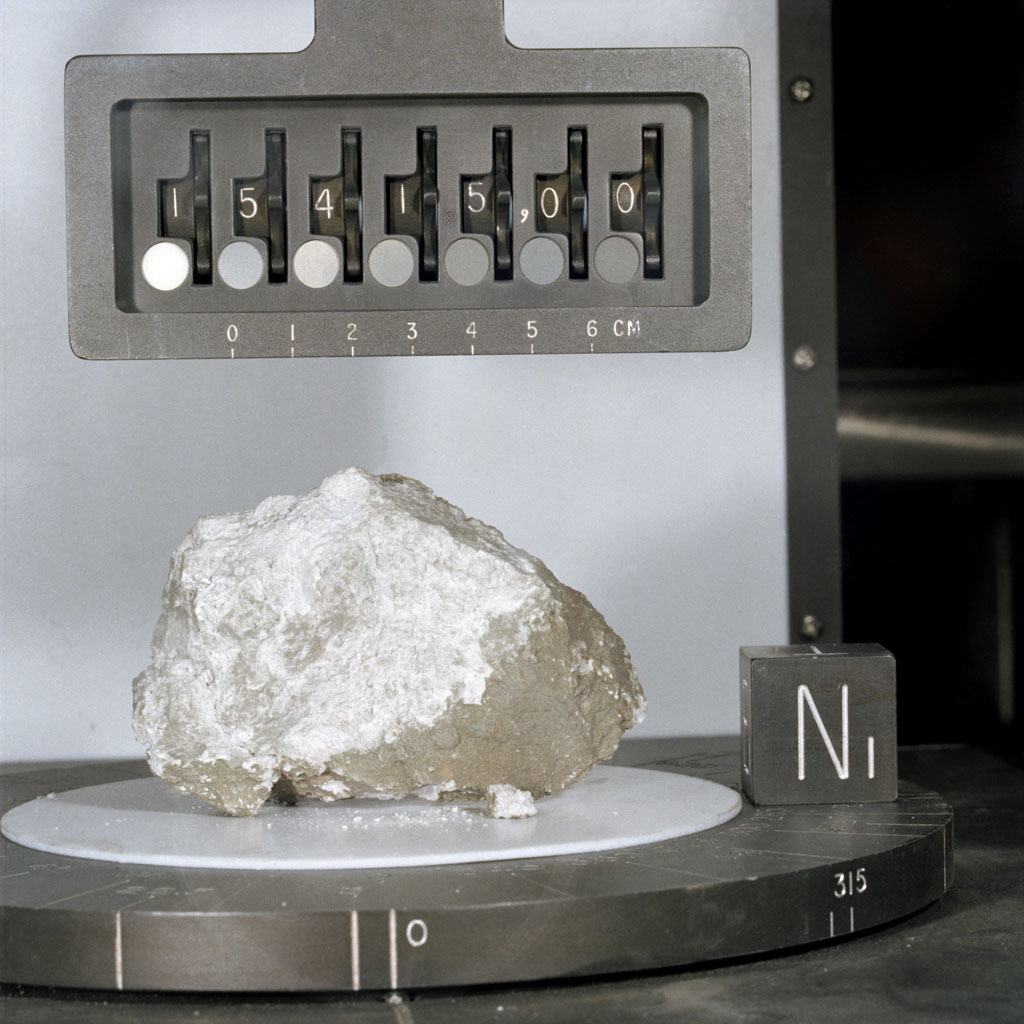
صخرة التكوين التي أحضرتها مهمة أبولو 15، وهي أقدم من أي صخرة موجودة على الأرض.

جمع برنامج أبولو 380 كـغ (838 رطل) من صخور القمر خلال المهام الستة التي أجراها. تتفق التحليلات التي أجراها العلماء في جميع أنحاء العالم على أن هذه الصخور جاءت من القمر، لا توجد حسابات منشورة في الدوريات العلمية الخاضعة لمراجعة الأقران والتي تحاجج في هذا الادعاء. يمكن تمييز عينات أبولو بسهولة عن كل من الأحجار النيزكية والصخور الأرضية من حيث أنها تظهر نقصًا في منتجات الإماهة المائية، وتظهر دليلاً على تعرضها لتأثير أحداث ارتطام جرت على جسم لا يتعرض للهواء، ولها سمات جيوكيميائية فريدة. علاوةً على ذلك، فإن عمر معظمها يزيد عن 200 مليون سنة عن أقدم صخور الأرض. تشترك صخور القمر أيضًا في نفس سمات العينات السوفيتية.
يجادل مؤيدو نظرية المؤامرة بأن رحلة مدير مركز مارشال لبعثات الفضاء فيرنر فون براون إلى القارة القطبية الجنوبية عام 1967 (قبل عامين تقريبًا من إطلاق أبولو 11) كانت لجمع النيازك القمرية لاستخدامها كصخور قمرية مزيفة. لأن فون براون كان ضابطًا سابقًا في الشوتزشتافل (على الرغم من اعتقاله من قبل الغيستابو)، يشير الفيلم الوثائقي «هل ذهبنا؟» إلى أنه كان يمكن أن يتعرض للضغوط للموافقة على التآمر لحماية نفسه من الاتهامات على ماضيه. قالت وكالة ناسا إن مهمة فون براون هي النظر في العوامل البيئية واللوجستية التي قد تتعلق بالتخطيط للبعثات الفضائية المستقبلية والأجهزة. تواصل وكالة ناسا إرسال فرق للعمل في القارة القطبية الجنوبية لمحاكاة الظروف على الكواكب الأخرى.
يقبل المجتمع العلمي الآن أن الصخور قد انفجرت من كل من سطح المريخ وسطح القمر أثناء حوادث الارتطام، وأن بعضًا منها هبط على الأرض كأحجار نيزكية. ومع ذلك، عُثر على أول نيزك قمري في القطب الجنوبي عام 1979، ولم يُعرف أصله القمري حتى عام 1982. علاوةً على ذلك، فإن النيازك القمرية نادرة جدًا لدرجة أنه من غير المحتمل جمع 380 كيلوغرامًا من صخور القمر التي جمعتها ناسا بين عامي 1969 و1972. عُثر على 30 كيلوغرامًا فقط من النيازك القمرية على الأرض حتى الآن، رغم بحث هواة جمع التحف الخاصة والوكالات الحكومية في جميع أنحاء العالم عنها لأكثر من 20 عامًا.
بينما جمعت بعثات أبولو 380 كـغ (840 رطل) من صخور القمر، جمعت الروبوتات السوفيتية لونا 16 ولونا 20 ولونا 24 فقط 326 غ (11.5 أونصة) مجتمعة (أي أقل من ألف ضعف). في الواقع، فإن الخطط الحالية للحصول على عينة من المريخ ستجمع فقط حوالي 500 غ (18 أونصة) من التربة، وستجمع مهمة حوض جنوب القطب-أيتكين الروبوتية المقترحة حديثًا حوالي 1 كـغ (2.2 رطل) فقط من الصخور القمرية. إذا كانت وكالة ناسا قد استخدمت تقنية روبوت مماثلة، فستكون هناك حاجة لما بين 300 إلى 2000 مهمة روبوتية لجمع الكمية الحالية من صخور القمر التي تحتفظ بها ناسا.
حول تكوين صخور القمر، سأل كايسنغ: «لماذا لم يذكر على الإطلاق وجود الذهب أو الفضة أو الماس أو المعادن الثمينة الأخرى على القمر؟ أليس هذا اعتبارًا قابلاً للتطبيق؟ لماذا لم تناقشه الصحافة أو رواد الفضاء؟». يدرك الجيولوجيون أن رواسب الذهب والفضة على الأرض هي نتيجة عمل السوائل الحرارية المائية التي تركز المعادن الثمينة في أوردة المعادن. منذ عام 1969 كان يعتقد أن الماء غير موجود على القمر، لم يناقش جيولوجي العثور على هذا على القمر بأي كمية.

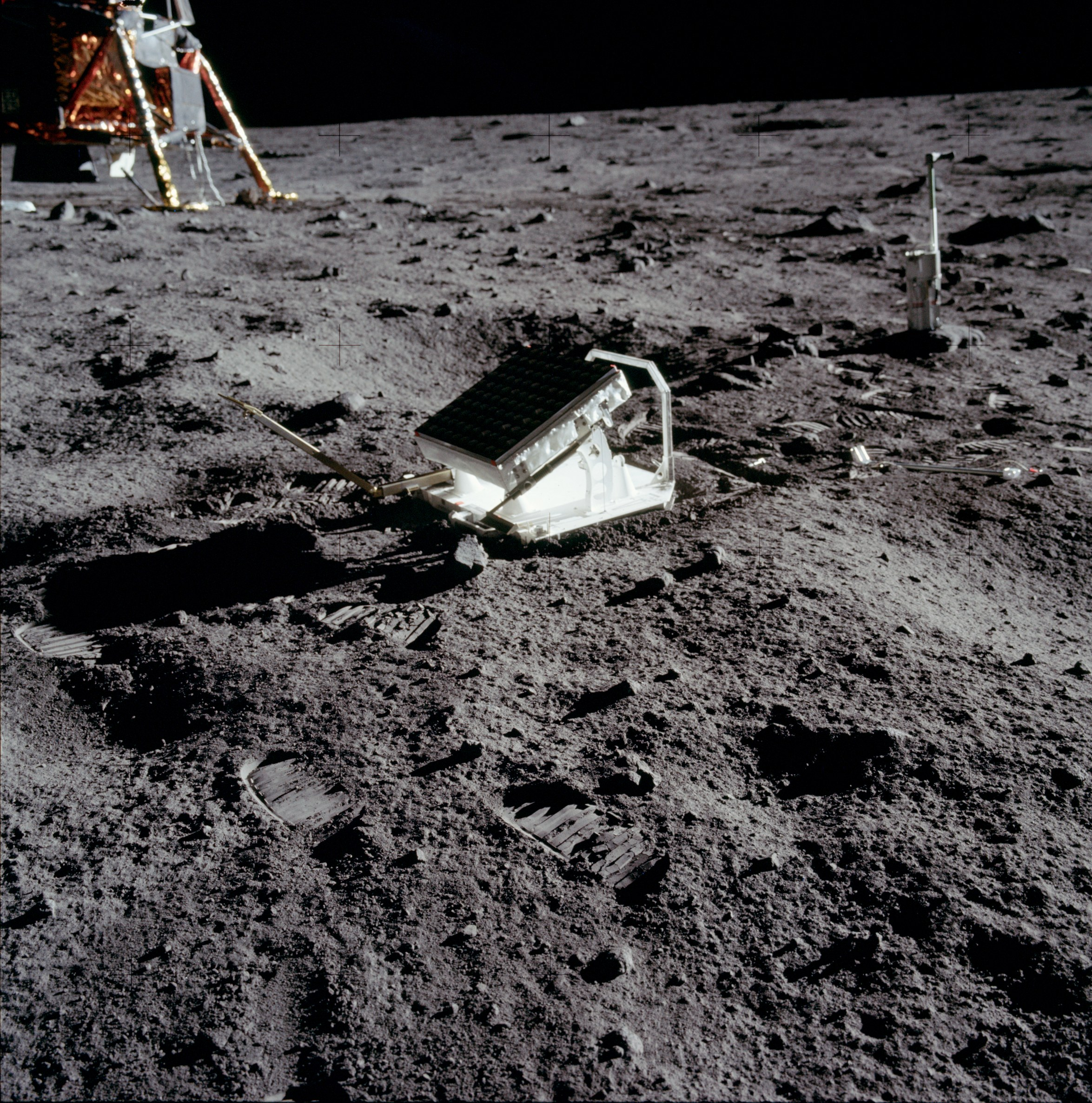
العاكس المرجع لأبولو 11، ما يزال غطاؤه الحامي موجودًا.

### تتبع المهمات من قبل أطراف مستقلة
بصرف النظر عن وكالة ناسا، تتبع عدد من الجماعات والأفراد مهام أبولو أثناء حدوثها. في مهمات لاحقة، نشرت وكالة ناسا معلومات للجمهور توضح أين ومتى يمكن رؤية المركبة الفضائية. تتبع الناس مسارات الرحلات باستخدام الرادار وتمكنوا من رؤيتهم وتصويرهم باستخدام التلسكوبات. سُجلت عمليات الإرسال الراديوي أيضًا بين رواد الفضاء على السطح وفي المدار بشكل مستقل.

### العاكسات المُرجعة
يُعد وجود العاكسات المُرجعة (المرايا المستخدمة كأهداف لأشعة الليزر للتتبع على الأرض) من تجربة المجال الليزري القمري دليلًا على وجود عمليات هبوط. حاول مرصد ليك الكشف عن عاكس ارتجاع أبولو 11 بينما كان أرمسترونغ وألدارين ما يزالان على القمر لكنه لم ينجح حتى 1 أغسطس 1969. نشر رواد فضاء أبولو 144 عاكسًا مرجعًا في 5 فبراير 1971، ورصده مرصد ماكدونالد في نفس اليوم. نُشر عاكس أبولو 15 في 31 يوليو 1971، واكتُشف بواسطة مرصد ماكدونالد في غضون أيام قليلة. وضع الروس أيضًا عاكسات أصغر على القمر. أرفقت العاكسات بالرحلات القمرية غير المأهولة لوناخود 1 ولوناخود 2.

## الرأي العام
في استطلاع أجرته صحيفة واشنطن بوست عام 1994، قال بنسبة 9% من المستطلعين إنه من المحتمل ألا يكون رواد الفضاء قد ذهبوا إلى القمر بينما قال 5% أنهم غير متأكدين. وجد استطلاع أجرته غالوب عام 1999 أن 6% من الأمريكيين الذين شملهم الاستطلاع يشككون في أن عمليات الهبوط على القمر حدثت وأن 5% من الذين شملهم الاستطلاع ليس لديهم رأي حول الموضوع، وهو ما يطابق تقريبًا نتائج استطلاع مماثل أجري عام 1995 من قبل سي إن إن ومجلة التايم. قال مسؤولون في شبكة فوكس إن مثل هذا التشكك ارتفع إلى حوالي 20% بعد بث برنامج التلفاز الخاص بشبكتهم، نظرية المؤامرة: هل هبطنا على القمر؟، الذي شاهده حوالي 15 مليون مشاهد. ينظر إلى هذا البرنامج الخاص على أنه يروج لادعاءات الخدعة.
وجد استطلاع عام 2000 أجرته مؤسسة الرأي العام في روسيا أن نسبة 28% من الذين شملهم الاستطلاع لا يعتقدون أن رواد الفضاء الأمريكيين هبطوا على القمر، وهذه النسبة متساوية تقريبًا في جميع المجموعات الاجتماعية والديموغرافية. في عام 2009، أظهر استطلاع أجرته مجلة «الهندسة والتكنولوجيا» في المملكة المتحدة أن نسبة 25% من الذين شملهم الاستطلاع لا يعتقدون أن الإنسان هبط على القمر. يشير استطلاع آخر إلى أن 25% من الأشخاص الذين تتراوح أعمارهم بين 18 و25 عامًا والذين شملهم الاستطلاع كانوا غير متأكدين من حدوث عمليات الهبوط.
هناك ثقافات فرعية في جميع أنحاء العالم تدعو إلى الاعتقاد بأن عمليات هبوط القمر مزورة. بحلول عام 1977، وصفت مجلة باك تو غادهيد التابعة لجمعية هاري كريشنا عمليات الإنزال بأنها خدعة، مدعية أنه بما أن الشمس تقع على بعد 150 مليون كـم (93 مليون ميل)، ووفقًا للأساطير الهندوسية فإن القمر يبعد 800 ألف ميل عن ذلك، بالتالي فإن القمر سيكون تقريبًا على بعد 151 مليون كيلومتر؛ إن السفر الذي يمتد لـ 91 ساعة سيتطلب سرعة تزيد عن مليون ميل في الساعة، وهو إنجاز مستحيل حتى من خلال حسابات العلماء.
قال صحفي ومؤرخ رحلات الفضاء جيمس أوبيرغ من شبكة إيه بي سي الإخبارية إن نظرية المؤامرة تدرّس في مدارس كوبا وفي كل الأماكن التي يُرسل إليها المعلمون الكوبيون. أظهر استطلاع أجرته وكالة الإعلام الأمريكية في سبعينات القرن العشرين في عدة دول في أمريكا اللاتينية وآسيا وأفريقيا أن معظم المستجيبين لم يكونوا على علم بهبوط القمر، ورفضها كثيرون على أنها دعاية أو خيال علمي، ويعتقد الكثيرون أن الروس هم من هبط على القمر.
في عام 2019، أجرت إيبسوس دراسة لسي-سبان لتقييم مستوى الاعتقاد بأن هبوط القمر عام 1969 كان مزيفًا. اعتقد 6% من المجيبين أن ذلك لم يكن حقيقيًا، واعتقد 11% من جيل الألفية (الذين بلغوا سن الرشد في أوائل القرن الحادي والعشرين) أن الهبوط لم يكن حقيقيًا.

## هوامش
1. العنوان الأصلي هو: (بالإنجليزية: Conspiracy Theory: Did We Land on the Moon)
2. العنوان الأصلي هو: (بالإنجليزية: We Never Went to the Moon: America's Thirty Billion Dollar Swindle)
3. العنوان الأصلي هو: (بالإنجليزية: A Man on the Moon)
4. العنوان الأصلي هو: (بالإنجليزية: 1.  Moongate: Suppressed Findings of the U.S. Space Program, The NASA-Military Cover-Up)
5. العنوان الأصلي هو: (بالإنجليزية: Was It Only a Paper Moon?)
6. العنوان الأصلي هو: (بالفرنسية|Lumières sur la Lune)
7. العنوان الأصلي هو: (بالإنجليزية: Moon Landings: Did NASA Lie?)
8. العنوان الأصلي هو: (بالإنجليزية: Antiapollon: Moonlight scam US)
9. العنوان الأصلي هو: (بالإنجليزية: Dark Moon: Apollo and the Whistle-Blowers)
10. العنوان الأصلي هو: (بالإنجليزية: What Happened On the Moon?)
11. العنوان الأصلي هو: (بالإنجليزية: Did We Go?)
12. العنوان الأصلي هو: (بالإنجليزية: NASA Mooned America!)
13. العنوان الأصلي هو: (بالإنجليزية: A Funny Thing Happened on the Way to the Moon)
14. العنوان الأصلي هو: (بالإنجليزية: Lunar Legacy)
15. العنوان الأصلي هو: (باليابانية|人類の月面着陸は無かったろう論)
16. العنوان الأصلي هو: (بالإنجليزية: Room 237)
17. العنوان الأصلي هو: (بالإنجليزية: American Moon)
18. العنوان الأصلي هو: (بالإنجليزية: One Small Step?: The Great Moon Hoax and the Race to Dominate Earth from Space)
19. العنوان الأصلي هو: (بالإنجليزية: Bad Astronomy)
20. العنوان الأصلي هو: (بالإنجليزية: The Moon Programme That Faltered)
21. العنوان الأصلي هو: (بالإنجليزية: Penn & Teller: Bullshit!)

## فهرس المراجع

### بِاللُغة الإنجليزية
1. ↑  Plait 2002, pp. 154–173
2. 1 2  Neal-Jones، Nancy؛ Zubritsky، Elizabeth؛ Cole، Steve (6 سبتمبر 2011). Garner (المحرر). "NASA Spacecraft Images Offer Sharper Views of Apollo Landing Sites". NASA. Goddard Release No. 11-058 (co-issued as NASA HQ Release No. 11-289). مؤرشف من الأصل في 2019-07-14. اطلع عليه بتاريخ 2011-09-22.
3. ↑  Robinson، Mark (27 يوليو 2012). "LRO slewed 19° down-Sun allowing the illuminated side of the still standing American flag to be captured at the Apollo 17 landing site. M113751661L" (Caption). LROC News System. مؤرشف من الأصل في 2012-10-24. اطلع عليه بتاريخ 2013-04-29.
4. ↑  "Apollo Moon flags still standing, images show". BBC News. London: BBC. 30 يوليو 2012. مؤرشف من الأصل في 2019-06-17. اطلع عليه بتاريخ 2013-04-29.
5. ↑  Abbey، Jennifer (31 يوليو 2012). "American Flags From Apollo Missions Still Standing". إيه بي سي نيوز (Blog). New York: ABC. مؤرشف من الأصل في 2019-03-31. اطلع عليه بتاريخ 2013-04-29.
6. 1 2  Phillips، Tony (23 فبراير 2001). "The Great Moon Hoax". Science@NASA. NASA. مؤرشف من الأصل في 2016-09-11. اطلع عليه بتاريخ 2012-07-30.
7. ↑  Kaysing 2002
8. ↑  Kaysing 2002, p. 30
9. ↑  Kaysing 2002, p. 80
10. ↑  Kaysing، Wendy L. "A brief biography of Bill Kaysing". BillKaysing.com. مؤرشف من الأصل في 2019-09-06. اطلع عليه بتاريخ 2013-02-28.
11. 1 2  Kaysing 2002, p. 7–8
12. ↑  Plait 2002, p. 157
13. ↑  Braeunig، Robert A. (نوفمبر 2006). "Did we land on the Moon?". Rocket and Space Technology. Robert Braeunig. مؤرشف من الأصل في مايو 22, 2013. اطلع عليه بتاريخ مايو 3, 2013.
14. ↑  Galuppini، Albino. "Hoax Theory". BillKaysing.com. مؤرشف من الأصل في 2019-09-06. اطلع عليه بتاريخ 2013-05-03.
15. ↑  Schadewald، Robert J. (يوليو 1980). "The Flat-out Truth: Earth Orbits? Moon Landings? A Fraud! Says This Prophet". Science Digest. New York: Hearst Magazines. مؤرشف من الأصل في يناير 28, 2013. اطلع عليه بتاريخ أبريل 29, 2013.
16. ↑  van Bakel، Rogier (سبتمبر 1994). "The Wrong Stuff". Wired. New York: Condé Nast Publications. ج. 2 رقم  9. ص. 5. مؤرشف من الأصل في 2020-04-23. اطلع عليه بتاريخ 2009-08-13.
17. ↑  Chaikin 2007 (page needed)
18. ↑  Attivissimo 2013, p. 70
19. ↑  Dick & Launius 2007, pp. 63–64
20. ↑  Matthews، Robert (24 نوفمبر 2002). "World's biggest telescope to prove Americans really walked on Moon". The Sunday Telegraph. London: Telegraph Media Group. مؤرشف من الأصل في 2019-04-02. اطلع عليه بتاريخ 2013-05-15.
21. ↑  Brian 1982
22. 1 2  Cooper، William (1997). "MAJESTYTWELVE". williamcooper.com. مؤرشف من الأصل في 2000-08-15. اطلع عليه بتاريخ 2013-05-31.
23. ↑  Fetzer، James H. (مايو 2, 2013). "Did America Land Men on the Moon?: The Moon Landing Hoax". Spirit To Spirit (Interview). Sterling Harwood. San Jose, California: KLIV 1590 AM. مؤرشف من الأصل (MP3) في مارس 4, 2016. اطلع عليه بتاريخ مايو 3, 2013.
24. ↑  Cosnette، Dave. "The Apollo Hoax". Ufos-aliens.co.uk. Dave Cosnette. مؤرشف من الأصل في 2020-03-22. اطلع عليه بتاريخ 2008-11-25.
25. 1 2  Windley، Jay. "Clavius: Photo Analysis – buzz's hot spot". Moon Base Clavius. Clavius.org. مؤرشف من الأصل في 2019-08-09. اطلع عليه بتاريخ 2009-06-25.
26. ↑  Miller، Jeff (1 أكتوبر 2012). "Clyde Lewis: Ground Zero Radio". Portland Interview Magazine. مؤرشف من الأصل في 2016-04-03. اطلع عليه بتاريخ 2017-05-04.
27. 1 2 3  Lewis، Clyde. "Good Luck, Mr. Gorsky!". Groundzeromedia.org. مؤرشف من الأصل في 2019-09-11. اطلع عليه بتاريخ 2008-11-25.
28. ↑  Lheureux 2000
29. ↑  "Moon shots 'faked'". BBC News. London: BBC. 21 يونيو 2001. مؤرشف من الأصل في 2020-04-08.
30. ↑  Mukhin 2005
31. ↑  Mukhin, Yury Ignatyevich. [Anti-Apollo: Lunar Scam of the USA] (بالروسية). ymuhin.ru https://web.archive.org/web/20190916212742/http://www.ymuhin.ru:80/node/35. Archived from the original on 2019-09-16. Retrieved 2013-04-28. {{استشهاد ويب}}: |trans-title= بحاجة لـ |title= أو |script-title= (help), |مسار أرشيف= بحاجة لعنوان (help), and الوسيط |عنوان أجنبي= and |عنوان مترجم= تكرر أكثر من مرة (help) Promotional webpage from Mukhin's personal website.[هل يوثق بهذا المصدر؟]
32. ↑  Bennett & Percy 2001
33. ↑  Windley، Jay. "Clavius: Bibliography – dramatis personae". Moon Base Clavius. Clavius.org. مؤرشف من الأصل في 2019-09-29. اطلع عليه بتاريخ 2008-11-25.
34. ↑  "Those hoax myths debunked". David Adam. London: The Guardian. 1 يوليو 2009. مؤرشف من الأصل في 2019-12-18.
35. ↑  Pokrovsky، Stanislav G. (2007). "Investigation into the Saturn V velocity and its ability to place the stated payload into lunar orbit" (PDF). Актуальные проблемы современной науки. Moscow ع. 5: 152–66. ISSN:1680-2721. مؤرشف من الأصل في 2018-12-25. اطلع عليه بتاريخ 2013-05-01. English translation by BigPhil 2011.
36. ↑  Pokrovsky، Stanislav G. "Improved estimates of the Saturn V velocity and its ability to place the stated payload into lunar orbit" (PDF). مؤرشف من الأصل في 2018-12-25. اطلع عليه بتاريخ 2013-05-01. English translation by BigPhil 2011.
37. ↑  "Investigations: Moon". Supernovum.ru (بالروسية). Archived from the original on يوليو 25, 2009. Retrieved مايو 1, 2013. Site archives three papers by Stanislav G. Pokrovsky.
38. ↑  "Станислав Покровский – Профессионалы.ru" [Stanislav Pokrovsky – professionali.ru] (بالروسية). Профессионалы.ru. Archived from the original on 2016-04-03. Retrieved 2013-05-01.
39. ↑  Pokrovsky، Stanislav (أبريل 27, 2008). "Уточненная реконструкция" [A more exact reconstruction] (Forum). Форум С.Кара-Мурзы. مؤرشف من الأصل في يونيو 2, 2013. اطلع عليه بتاريخ مايو 1, 2013. S. Kara-Murza forum message to Дмитрий Кропотов.
40. ↑  Popov 2009
41. ↑  Popov, Alexander Ivanovich. [Man on the Moon? What's the Evidence?]. Part 2 (بالروسية) https://web.archive.org/web/20090217185334/http://fictionbook.ru/author/popov_aleksandr_ivanovich/chelovek_na_lune_kakie_dokazatelstva/read_online.html?page=21. Archived from the original on 2009-02-17. {{استشهاد بكتاب}}: |trans-title= بحاجة لـ |title= أو |script-title= (help), |مسار أرشيف= بحاجة لعنوان (help), and الوسيط |عنوان أجنبي= and |عنوان مترجم= تكرر أكثر من مرة (help)
42. ↑  Popov, Alexander Ivanovich. [Man on the Moon? What's the Evidence?] (Abstract) (بالروسية) https://web.archive.org/web/20191002223523/http://www.manonmoon.ru:80/. Archived from the original on 2019-10-02. Retrieved 2013-04-28. {{استشهاد ويب}}: |trans-title= بحاجة لـ |title= أو |script-title= (help), |مسار أرشيف= بحاجة لعنوان (help), and الوسيط |عنوان أجنبي= and |عنوان مترجم= تكرر أكثر من مرة (help) "Man on the Moon? What's the Evidence?" is the title of a preliminary paper. Selected chapters of Popov's book, Americans on the Moon, are also provided.
43. 1 2 3 4  Ranen, Aron (Director, Writer, Producer)؛ Britton, Benjamin (Writer, Executive Producer) (2005) [First published 1999 by the University of Cincinnati as part of Moon: A Mutual Reality Art Experience]. Did We Go? (VHS tape). Santa Monica, CA: Third Wave Media. OCLC:56316947. مؤرشف من الأصل في 2018-12-24. اطلع عليه بتاريخ 2013-05-04.{{استشهاد بوسائط مرئية ومسموعة}}:  صيانة الاستشهاد: أسماء متعددة: قائمة المؤلفين (link) Abstract: "This video looks at whether man actually walked on the moon in 1969 or if it was an elaborate hoax."
44. ↑  Britton, Benjamin (Executive Producer)؛ Britton, Lisa (Associate Producer)؛ Ranen, Aron (Video Documentary)؛ وآخرون (1999). Moon: A Mutual Reality Art Experience (DVD video). Cincinnati, OH: University of Cincinnati. OCLC:43837978. Abstract: "The Moon Project is a full-screen, Mutual Reality Internet DVD made on the event of the 30th anniversary of humankind's first moon landing. It is to bring viewers into personal contact with humanity's cultural tradition through participation in the exploration of the moon. As an historical source document and as an artistic interpretation of cultural context, the Moon project is made to connect viewers in our collective global culture."
45. ↑  René 1994
46. ↑  "Moon Hoax – MOONMOVIE.COM – Seeking Full Disclosure of NASA's Fraudulent Manned Moon Landings". Moonmovie.com. Nashville, TN: AFTH, LLC. مؤرشف من الأصل في 2010-11-02. اطلع عليه بتاريخ 2010-11-13.
47. ↑  Sibrel, Bart Winfield (Writer, Producer, Director) (2001). A Funny Thing Happened on the Way to the Moon (DVD). Fairway, TN: AFTH, LLC. OCLC:426135438.
48. ↑  "Moon Hoax – A Funny Thing Happened on the Way to the Moon DVD – Front Cover & Bart Sibrel". Moonmovie.com. Nashville, TN: AFTH, LLC. مؤرشف من الأصل في 2008-02-28. اطلع عليه بتاريخ 2008-11-25.
49. ↑  Svector (Writer, Producer, Director) (2007). Lunar Legacy (Digital video). Low Gravity Films. مؤرشف من الأصل (Flash Video) في 2018-12-24. اطلع عليه بتاريخ 2018-03-20.
50. ↑  Burr، Bill (20 يوليو 2016). Buzz Aldrin punches guy (YouTube). مؤرشف من الأصل في 2019-06-06.
51. ↑  Bancroft, Colette (29 سبتمبر 2002). "Lunar Lunacy". St. Petersburg Times. مؤرشف من الأصل في 2019-05-11. اطلع عليه بتاريخ 2007-02-13.
52. ↑  Soejima 2004
53. ↑  White، Jack D. (13 أبريل 2010). "An Interview with Photo Analyst Jack White On JFK, Apollo and 9/11". NoMoreGames.net (Interview). Morgan O. Reynolds. مؤرشف من الأصل في 2018-12-24. اطلع عليه بتاريخ 2013-05-23.
54. ↑  Bugliosi، Vincent (2007). Reclaiming History: The Assassination of President John F. Kennedy. New York: W. W. Norton & Company. ص. 504–12. ISBN:978-0-393-04525-3. مؤرشف من الأصل في 2020-04-23.
55. ↑  Fetzer، James H.، المحرر (1998). Assassination Science: Experts Speak Out on the Death of JFK. Chicago: Catfeet Press. ص. 213–14. ISBN:0-8126-9366-3.
56. ↑  Windley، Jay. "Clavius: Bibliography – jack white". Moon Base Clavius. Clavius.org. مؤرشف من الأصل في 2019-09-05. اطلع عليه بتاريخ 2013-05-23.
57. ↑  Wisnewski 2007
58. ↑  Chaikin 2007, p. 2, "We choose to go to the Moon! We choose to go to the Moon in this decade and do the other things – not because they are easy, but because they are hard." – Kennedy speaking at Rice University, September 12, 1962.
59. ↑  Plait 2002, p. 173 "نسخة مؤرشفة". مؤرشف من الأصل في 2019-10-19. اطلع عليه بتاريخ 2020-04-23.
60. ↑  "Moon Hoax MOONMOVIE.COM Frequently Asked Questions". Moonmovie.com. Nashville, TN: AFTH, LLC. مؤرشف من الأصل في 2008-02-12. اطلع عليه بتاريخ 2009-08-26.
61. ↑  "Soviet Lunar Programs". Space Race (Online version of exhibition on view in Gallery 114). Washington, D.C.: National Air and Space Museum. مؤرشف من الأصل في 2013-05-10. اطلع عليه بتاريخ 2010-11-13.
62. ↑  Zak، Anatoly. "Russia's space command and control infrastructure". RussianSpaceWeb.com. Anatoly Zak. مؤرشف من الأصل في July 8, 2010. اطلع عليه بتاريخ November 13, 2010.
63. ↑  "Soviet Space Tracking Systems". Mark Wade. مؤرشف من الأصل في نوفمبر 1, 2010. اطلع عليه بتاريخ نوفمبر 13, 2010. {{استشهاد ويب}}: تجاهل المحلل الوسيط |موسوعة= لأنه غير معروف (مساعدة)
64. ↑  Scheaffer 2004, p. 247
65. ↑  "The Moon Programme That Faltered". Spaceflight. London: British Interplanetary Society. ج. 33: 2–3. مارس 1991. Bibcode:1991SpFl...33....2.
66. ↑  "Science: Waning Moon Program". Time. 14 سبتمبر 1970. مؤرشف من الأصل في 2019-10-03.
67. ↑  "Apollo 18 through 20 – The Canceled Missions", Dr. David R. Williams, NASA, accessed July 19, 2006. نسخة محفوظة 4 مارس 2020 على موقع واي باك مشين.
68. ↑  Kaysing 2002, p. 71
69. ↑  Attivissimo 2013, p. 163
70. ↑  Kennedy, John F. (25 مايو 1961). Special Message to Congress on Urgent National Needs (Motion picture (excerpt)). Boston, MA: John F. Kennedy Presidential Library and Museum. Accession Number: TNC:200; Digital Identifier: TNC-200-2. مؤرشف من الأصل في 2018-10-17. اطلع عليه بتاريخ 2013-08-01.
71. ↑  Congress, House of Representatives, Committee on Science and Astronautics (1973). 1974 NASA Authorization Hearings (Hearing on H.R. 4567). Washington, D.C.: 93rd Congress, first session. OCLC:23229007.{{استشهاد بكتاب}}:  صيانة الاستشهاد: أسماء متعددة: قائمة المؤلفين (link)
72. ↑  Bennett & Percy 2001, p. 77
73. ↑  Bennett & Percy 2001, pp. 330–31
74. ↑  Anderson، Clinton P. (January 30, 1968)، Apollo 204 Accident: Report of the Committee on Aeronautical and Space Sciences, United States Senate, with Additional Views، Washington, D.C.: U.S. Government Printing Office، ج. Senate Report 956، مؤرشف من الأصل في December 20, 2014، اطلع عليه بتاريخ أغسطس 2020 {{استشهاد}}: تحقق من التاريخ في: |تاريخ الوصول= (مساعدة)
75. ↑  Steven-Boniecki، Dwight (2010). Live TV From the Moon. Burlington, Ontario: Apogee Books. ISBN:978-1-926592-16-9. مؤرشف من الأصل في 2018-11-05.
76. ↑  "Was The Apollo Moon Landing Fake?". American Patriot Friends Network (APFN). APFN.org. 21 يوليو 2009. مؤرشف من الأصل في 2018-05-16. اطلع عليه بتاريخ 2008-11-25.
77. ↑  U.S. Office of Management and Budget
78. ↑  Hepplewhite, T.A. The Space Shuttle Decision: NASA's Search for a Reusable Space Vehicle, chapter 4. Washington, DC: National Aeronautics and Space Administration, 1999. نسخة محفوظة 10 أبريل 2020 على موقع واي باك مشين.
79. ↑  Calder، Vince؛ Johnson، Andrew, P.E.؛ وآخرون (12 أكتوبر 2002). "Ask A Scientist". Newton. Argonne National Laboratory. مؤرشف من الأصل في 2009-04-17. اطلع عليه بتاريخ 2009-08-14. {{استشهاد ويب}}: |archive-date= / |archive-url= timestamp mismatch (مساعدة)صيانة الاستشهاد: أسماء عددية: قائمة المؤلفين (link) صيانة الاستشهاد: أسماء متعددة: قائمة المؤلفين (link)
80. ↑  Ramsay 2006 (page needed)
81. ↑  Longuski 2006, p. 102
82. ↑  Aaronovitch 2010, pp. 1–2, 6
83. ↑  "Conspiracy Theories". Penn & Teller: Bullshit!. موسم 3. حلقة 3. 9 مايو 2005. Showtime.
84. ↑  Griggs، Brandon. "Could moon landings have been faked? Some still think so - CNN.com". www.cnn.com. مؤرشف من الأصل في 2019-09-09.
85. 1 2 3  Windley، Jay. "Clavius: Photography – Crosshairs". Moon Base Clavius. Clavius.org. مؤرشف من الأصل في 2020-02-24. اطلع عليه بتاريخ 2013-04-20.
86. ↑  Windley، Jay. "Clavius: Photography – image quality". Moon Base Clavius. Clavius.org. مؤرشف من الأصل في 2019-09-29. اطلع عليه بتاريخ 2009-09-05.
87. ↑  "Apollo 11 Mission Photography". Lunar and Planetary Institute. مؤرشف من الأصل في 2019-07-31. اطلع عليه بتاريخ 2009-07-23.
88. ↑  "Space Cameras". Hasselblad in Space. Victor Hasselblad AB. مؤرشف من الأصل في مايو 10, 2013. اطلع عليه بتاريخ مايو 6, 2013.
89. ↑  Kaysing 2002, pp. 20, 21, 22, 23
90. ↑  Jones، Eric M. (21 يناير 2012). "Navigation Stars used in the AOT". Apollo Lunar Surface Journal. NASA. مؤرشف من الأصل في 2019-07-21. اطلع عليه بتاريخ 2014-09-28.
91. ↑  Carlowicz، Mike (28 سبتمبر 2011). "Where are the stars?". NASA Earth Observatory (Blog). NASA. مؤرشف من الأصل في 2019-01-23. اطلع عليه بتاريخ 2013-04-20.
92. ↑  Plait 2002, pp. 158–60
93. ↑  Woods 2008, pp. 206–07
94. ↑  Harrison 2012, pp. 95–96
95. ↑  File:Lamp-and-moon-example-2.JPG
96. ↑  Keel، William C. (يوليو 2007). "The Earth and Stars in the Lunar Sky". Skeptical Inquirer. Amherst, NY: Committee for Skeptical Inquiry. ج. 31 ع. 4: 47–50.
97. ↑  Keel، William C. "Apollo16EarthID.gif". UA Astronomy Home Page. مؤرشف من الأصل (Graphics Interchange Format/GIF) في 2021-05-08. اطلع عليه بتاريخ 2013-05-08. Base image: AS16-123-19657; Earth image start: 1233 CDT 21 April 1972; Field shown: 18.9 degrees.
98. ↑  "Solar corona photographed from Apollo 15 one minute prior to sunrise". JSC Digital Image Collection. Lyndon B. Johnson Space Center. يوليو 31, 1971. Photo ID: AS15-98-13311. مؤرشف من الأصل في فبراير 17, 2013. اطلع عليه بتاريخ أبريل 26, 2013.
99. ↑  Lunsford، Danny Ross؛ Jones، Eric M. (2007). "Venus over the Apollo 14 LM". Apollo Lunar Surface Journal. NASA. مؤرشف من الأصل في 2019-07-21. اطلع عليه بتاريخ 2013-05-08.
100. ↑  Plait 2002, pp. 167–72
101. ↑  Goddard، Ian Williams (26 فبراير 2001). "Goddard's Journal: Are Apollo Moon Photos Fake?". Iangoddard.com. مؤرشف من الأصل في 2019-09-18. اطلع عليه بتاريخ 2008-11-25.
102. 1 2 3  Bara، Michael؛ Troy، Steve. "Who Mourns For Apollo? Part II" (PDF). Mr. Clintberg's Studyphysics!. LunarAnomalies.com. مؤرشف من الأصل (PDF) في 2019-08-31. اطلع عليه بتاريخ 2010-11-13. Part I with Steve Troy and Richard C. Hoagland is available here (PDF). Part III by Steve Troy has been archived from the original by the Wayback Machine on June 10, 2009.
103. ↑  White، Jack (2005). "The skeleton in NASA's spacesuit". AULIS Online. London: AULIS Publishing. مؤرشف من الأصل في 2020-04-23. اطلع عليه بتاريخ 2008-11-25.
104. ↑  Windley، Jay. "Clavius: Photo Analysis – lunar rover". Moon Base Clavius. Clavius.org. مؤرشف من الأصل في 2019-09-28. اطلع عليه بتاريخ 2009-09-05.
105. ↑  Bennett & Percy 2001, p. 321
106. ↑  Bennett & Percy 2001, pp. 319–20
107. ↑  Windley، Jay. "Clavius: Bibliography – una ronald and the coke bottle". Moon Base Clavius. Clavius.org. مؤرشف من الأصل في 2019-09-06. اطلع عليه بتاريخ 2013-05-23.
108. ↑  Bennett & Percy 2001, p. 319
109. ↑  Anthony، James. "Fly Me to the Moon". Web Wombat. Web Wombat Pty Ltd. مؤرشف من الأصل في 2018-12-24. اطلع عليه بتاريخ 2008-11-25.
110. ↑  Shepard & Slayton 1994 (page needed)
111. ↑  Steven-Boniecki، Dwight (2010). Live TV From the Moon. Burlington, Ontario: Apogee Books. ISBN:978-1-926592-16-9.
112. ↑  "A Detailed Look at the Camera Gear Behind the Historical Apollo 11 Moon Landing". petapixel.com. مؤرشف من الأصل في 2020-01-21. اطلع عليه بتاريخ 2019-03-11.
113. ↑  "Photography During Apollo". www.history.nasa.gov. مؤرشف من الأصل في 2020-02-26. اطلع عليه بتاريخ 2019-03-11.
114. ↑  Teitel، Amy Shira (5 فبراير 2016). "How NASA Broadcast Neil Armstrong Live from the Moon". Popular Science. مؤرشف من الأصل في 2020-03-03. اطلع عليه بتاريخ 2019-03-11.
115. ↑  Phillips، Tony، المحرر (28 فبراير 2013). "Van Allen Probes Discover a New Radiation Belt". Science@NASA. NASA. مؤرشف من الأصل في 2019-12-07. اطلع عليه بتاريخ 2013-05-08.
116. 1 2  "The Van Allen Belts". IMAGE Science Center. NASA. مؤرشف من الأصل في 2019-12-20. اطلع عليه بتاريخ 2013-05-06.
117. 1 2 3 4  Woods 2008, p. 109
118. 1 2  Plait 2002, p. 162
119. ↑  Windley، Jay. "Clavius: Environment – radiation and the van allen belts". Moon Base Clavius. Clavius.org. مؤرشف من الأصل في 2020-02-28. اطلع عليه بتاريخ 2009-09-08.
120. ↑  Plait 2002, pp. 160–62
121. ↑  Bailey، J. Vernon (1975). "Radiation Protection and Instrumentation". Lyndon B. Johnson Space Center. NASA SP-368. مؤرشف من الأصل في مايو 15, 2013. اطلع عليه بتاريخ مايو 17, 2013. Section II, Chapter 3, of NASA SP-368, Biomedical Results of Apollo. See "Table 2 نسخة محفوظة February 21, 2013, على موقع واي باك مشين.: Average Radiation Doses of the Flight Crews for the Apollo Missions."
122. ↑  Plait 2002, pp. 162–63
123. ↑  Plait 2002, pp. 165–67
124. ↑  Windley، Jay. "Clavius: Environment – heat". Moon Base Clavius. Clavius.org. مؤرشف من الأصل في 2019-10-02. اطلع عليه بتاريخ 2008-11-25.
125. ↑  Phillips، Tony (يناير 27, 2005). "Sickening Solar Flares". Science@NASA. NASA. مؤرشف من الأصل في يونيو 15, 2011. اطلع عليه بتاريخ نوفمبر 25, 2008.
126. ↑  Cull، Selby (12 يوليو 2006). "Predicting Solar Eruptions". News from Sky & Telescope. Sky Publishing. مؤرشف من الأصل في 2012-08-29. اطلع عليه بتاريخ 2008-11-25.
127. ↑  Windley، Jay. "Clavius: Environment: fluttering flags". Moon Base Clavius. Clavius.org. مؤرشف من الأصل في 2019-10-02. اطلع عليه بتاريخ 2013-04-20.
128. ↑  Harrison 2012, p. 97
129. ↑  McAdams 2011, p. 132
130. ↑  Nemiroff, R.; Bonnell, J., eds. (November 1, 2011). "Hammer Versus Feather on the Moon". Astronomy Picture of the Day. NASA. Retrieved April 20, 2013. Source for video: "The Hammer and the Feather" on YouTube "نسخة مؤرشفة". مؤرشف من الأصل في 2019-09-04. اطلع عليه بتاريخ 2020-04-23.{{استشهاد ويب}}:  صيانة الاستشهاد: BOT: original URL status unknown (link)
131. ↑  Kaysing 2002, p. 75
132. ↑  Harrison 2012, p. 96
133. ↑  Plait 2002, p. 164
134. ↑  Metzger، Philip؛ Smith، Jacob؛ Lane، John (30 يونيو 2011). "Phenomenology of soil erosion due to rocket exhaust on the Moon and the Mauna Kea lunar test site". Journal of Geophysical Research. ج. 116 ع. E06005: 5–8. Bibcode:2011JGRE..116.6005M. DOI:10.1029/2010JE003745.
135. ↑  Plait 2002, pp. 163–65
136. ↑  "Apollo 11 Preliminary Science Report" (PDF). NASA. 1969. ص. 93–101. NASA SP-214. مؤرشف من الأصل (PDF) في 2019-11-22. اطلع عليه بتاريخ 2013-05-01.
137. ↑  Woods 2008, p. 191
138. ↑  René 1994 pp. n, 11
139. ↑  Orloff، Richard W. (سبتمبر 2004) [First published 2000]. Apollo by the Numbers: A Statistical Reference. NASA. ISBN:0-16-050631-X. NASA SP-2000-4029. مؤرشف من الأصل في 2020-04-07. اطلع عليه بتاريخ 2013-05-31. {{استشهاد بكتاب}}: تجاهل المحلل الوسيط |موقع= (مساعدة) See Statistical Tables: "Selected Mission Weights (lbs)" and "LM Descent Stage Propellant Status".
140. ↑  Rogers، William F. "Apollo Lunar Module Landing Gear" (PDF). Apollo Lunar Surface Journal. NASA. مؤرشف من الأصل (PDF) في 2019-07-21. اطلع عليه بتاريخ 2013-05-31.
141. ↑  Heiken 1991, pp. 475–476
142. ↑  "Radio Lag". Redzero.demon.co.uk. مؤرشف من الأصل في 2008-07-29. اطلع عليه بتاريخ 2008-11-25.
143. ↑  "Apollo 11 Mission Summary". The Apollo Program. National Air and Space Museum. 16 يوليو 1969. مؤرشف من الأصل في 2013-01-07. اطلع عليه بتاريخ 2010-11-13. From NASA SP-214, Preliminary Science Report
144. ↑  "Apollo 11 TV – as seen in Australia". Honeysucklecreek.net. مؤرشف من الأصل في 2018-12-24. اطلع عليه بتاريخ 2008-11-25.
145. 1 2  Sarkissian، John M. (2001). "On Eagle's Wings: The Parkes Observatory's Support of the Apollo 11 Mission". Publications of the Astronomical Society of Australia. Collingwood, Victoria: CSIRO Publishing for the Astronomical Society of Australia. ج. 18 ع. 3: 287–310. Bibcode:2001PASA...18..287S. DOI:10.1071/AS01038. مؤرشف من الأصل في 2020-03-11. اطلع عليه بتاريخ 2008-11-25. October 2000 website version, part 1 of 12: "Introduction." Original version available from CSIRO Parkes Observatory (PDF).
146. ↑  Sarkissian، John M. (2001). "On Eagle's Wings: The Parkes Observatory's Support of the Apollo 11 Mission". Publications of the Astronomical Society of Australia. Collingwood, Victoria: CSIRO Publishing for the Astronomical Society of Australia. ج. 18 ع. 3: 287–310. Bibcode:2001PASA...18..287S. DOI:10.1071/AS01038. مؤرشف من الأصل في 2020-03-23. اطلع عليه بتاريخ 2008-11-25. October 2000 website version, part 9 of 12: "One Giant Leap." Original version available from CSIRO Parkes Observatory (PDF).
147. ↑  Windley، Jay. "Clavius: Bibliography – cosmic dave's 32 questions". Moon Base Clavius. Clavius.org. مؤرشف من الأصل في 2019-09-29. اطلع عليه بتاريخ 2010-11-13.
148. 1 2  Windley، Jay. "Clavius: Bibliography – the Collier article". Moon Base Clavius. Clavius.org. مؤرشف من الأصل في 2019-09-05. اطلع عليه بتاريخ 2010-11-13.
149. ↑  Macey، Richard (5 أغسطس 2006). "One giant blunder for mankind: how NASA lost moon pictures". The Sydney Morning Herald. مؤرشف من الأصل في 2015-09-24.
150. ↑  Sarkissian، John M. "The Parkes Apollo 11 TV Quality". CSIRO Parkes Observatory. مؤرشف من الأصل في 2019-04-16. اطلع عليه بتاريخ 2008-11-25.
151. 1 2  Amalfi، Carmelo (نوفمبر 1, 2006). "Lost Moon landing tapes discovered". COSMOS Online. Australia: Cosmos Media Pty Ltd. مؤرشف من الأصل في فبراير 14, 2013. اطلع عليه بتاريخ نوفمبر 25, 2008.
152. ↑  Sarkissian، John M. (21 مايو 2006). "The Search for the Apollo 11 SSTV Tapes" (PDF). Honeysucklecreek.net. CSIRO Parkes Observatory. مؤرشف من الأصل (PDF) في 2019-12-23. اطلع عليه بتاريخ 2013-04-26.
153. ↑  "The GSFC Scientific Data Storage Problem" (PDF). NASA. مؤرشف من الأصل (PDF) في 2011-10-17. اطلع عليه بتاريخ 2009-09-05.
154. ↑  "The Apollo 11 Telemetry Data Recordings: A Final Report" (PDF). NASA. ديسمبر 2009. مؤرشف من الأصل (PDF) في 2019-07-21. اطلع عليه بتاريخ 2013-04-27.
155. ↑  Borenstein، Seth (17 يوليو 2009). "NASA lost moon footage, but Hollywood restores it". US News & World Report. Associated Press. مؤرشف من الأصل في 2019-05-26. اطلع عليه بتاريخ 2009-09-05.
156. ↑  Garner، Robert، المحرر (7 أغسطس 2009). "Apollo 11 Partial Restoration HD Video Streams". NASA. مؤرشف من الأصل في 2020-02-12. اطلع عليه بتاريخ 2009-09-05.
157. ↑  Scotti، Jim (4 فبراير 2000). "The Collier article – a critique". Lunar and Planetary Laboratory. University of Arizona. مؤرشف من الأصل في 2019-01-08. اطلع عليه بتاريخ 2009-09-02. Scotti's critique of James M. Collier August 1997 article, "Investigator Challenging NASA", Media Bypass (Evansville, IN: Tree Top Communications, Inc.) Vol. 5, No. 8. ISSN 1085-6714.
158. ↑  Paine، Michael (13 مارس 2000). "Saturn 5 Blueprints Safely in Storage". Space.com. TechMediaNetwork, Inc. مؤرشف من الأصل في 2008-07-08. اطلع عليه بتاريخ 2010-11-13.
159. ↑  Young، Anthony (5 أبريل 2004). "Lunar rovers past and future". The Space Review. Jeff Foust. ص. 1. مؤرشف من الأصل في 2019-09-09. اطلع عليه بتاريخ 2009-09-05.
160. ↑  "Lunar Rover Operations Handbook". NASA. Doc. LS006-002-2H. مؤرشف من الأصل في 2020-03-03. اطلع عليه بتاريخ 2008-11-25.
161. ↑  Windley، Jay. "Clavius: Technology – beating the soviets". Moon Base Clavius. Clavius.org. مؤرشف من الأصل في 2019-09-06. اطلع عليه بتاريخ 2009-09-05.
162. ↑  Warren، Liz (17 يونيو 2013). "Women in Space Part One, Female Firsts in Flight for Space Exploration and Research". A Lab Aloft (Blog). NASA Blogs. مؤرشف من الأصل في 2019-12-08. اطلع عليه بتاريخ 2013-07-18.
163. ↑  "Soviet Lunar Landing". Mark Wade. مؤرشف من الأصل في فبراير 24, 2009. اطلع عليه بتاريخ نوفمبر 25, 2008. {{استشهاد ويب}}: تجاهل المحلل الوسيط |موسوعة= لأنه غير معروف (مساعدة)
164. ↑  "Computers of the '70s | Synonym". classroom.synonym.com. مؤرشف من الأصل في 2019-07-21.
165. ↑  "History of Computers". homepage.cs.uri.edu. مؤرشف من الأصل في 2020-04-23.
166. ↑  "Xerox commercial from 1972 shows the computer as your personal assistant". The Verge. 26 أبريل 2012. مؤرشف من الأصل في 2019-07-21.
167. ↑  Alto Operating System Reference Manual (PDF). Xerox. 26 يونيو 1975. مؤرشف من الأصل (PDF) في 2019-07-17. اطلع عليه بتاريخ 2019-07-21 – عبر BitSavers.
168. ↑  Puiu، Tibi (13 أكتوبر 2015). "Your smartphone is millions of times more powerful that all of NASA's combined computing in 1969". ZME Science. مؤرشف من الأصل في 2020-04-14.
169. ↑  Spitznagel، Eric (19 يوليو 2019). "What It's Like to Be a Moon Landing Conspiracist in 2019". Popular Mechanics. مؤرشف من الأصل في 2019-08-14.
170. ↑  "The Moon Hoax; Did we really go?". www.astronautcentral.com. مؤرشف من الأصل في 2019-09-21.
171. ↑  Scotti، Jim. "Comments on the FOX special on the Hoax". Lunar and Planetary Laboratory. University of Arizona. مؤرشف من الأصل في 2019-08-03. اطلع عليه بتاريخ 2008-11-25.
172. ↑  "NASA Apollo Mission Apollo-1 – Baron Report". NASA History Program Office. NASA. مؤرشف من الأصل في 2008-09-21. اطلع عليه بتاريخ 2008-11-25.
173. 1 2 3 4 5  Oberg، James (مارس–أبريل 2003). "Lessons of the 'Fake Moon Flight' Myth". Skeptical Inquirer. Amherst, NY: Committee for Skeptical Inquiry: 23, 30. مؤرشف من الأصل في 2020-02-29. اطلع عليه بتاريخ 2013-04-27. Reprinted in Frazier, Kendrick (ed.) (2009). Science Under Siege: Defending Science, Exposing Pseudoscience. Amherst, NY: Prometheus Books. (ردمك 978-1-59102-715-7).
174. ↑  "Brian Welch, NASA director Of media services, Dies". Space.com. TechMediaNetwork, Inc. 24 نوفمبر 2000. مؤرشف من الأصل في 2009-05-23. اطلع عليه بتاريخ 2013-05-02.{{استشهاد ويب}}:  صيانة الاستشهاد: مسار غير صالح (link)
175. ↑  "Did U.S. Astronauts Really Land on the Moon" (PDF) (Reissue (June 1977)). Washington, D.C.: NASA. 14 فبراير 2001. مؤرشف من الأصل (PDF) في 2015-12-13. اطلع عليه بتاريخ 2014-04-24.
176. ↑  Windley، Jay. "Clavius: Bibliography – the kubrick article". Moon Base Clavius. Clavius.org. مؤرشف من الأصل في 2019-09-28. اطلع عليه بتاريخ 2013-04-20.
177. ↑  Weidner، Jay (يوليو 20, 2009). "How Stanley Kubrick Faked the Apollo Moon Landings". jayweidner.com. مؤرشف من الأصل في نوفمبر 23, 2010. اطلع عليه بتاريخ يونيو 24, 2017.{{استشهاد ويب}}:  صيانة الاستشهاد: BOT: original URL status unknown (link)
178. ↑  Weidner، Jay (20 يوليو 2009). "Secrets of the Shining". Bibliotecapleyades.net. مؤرشف من الأصل في 2019-08-05. اطلع عليه بتاريخ 2017-06-24.
179. ↑  Faked Moon Landing Hidden Subliminal Messages in Stanley Kubrick's Movie 'The Shining' على يوتيوب. Retrieved June 24, 2017.
180. ↑  Lamb، Robert (21 يناير 2010). "Faked Moon Landings and Kubrick's 'The Shining'". Seeker. مؤرشف من الأصل في 2018-12-24. اطلع عليه بتاريخ 2017-06-24.
181. ↑  Austin، Jon (11 ديسمبر 2015). "Moon Landings 'Fake': Shock video shows 'Stanley Kubrick' admit historic event was 'HOAX'". Daily Express. مؤرشف من الأصل في 2020-04-10. اطلع عليه بتاريخ 2015-12-11.
182. ↑  Evon، Dan (11 ديسمبر 2015). "Lie Me to the Moon". Snopes.com. مؤرشف من الأصل في 2021-12-04. اطلع عليه بتاريخ 2015-12-11.
183. ↑  Whitehouse، David (8 نوفمبر 2002). "Nasa pulls Moon hoax book". BBC News. London. مؤرشف من الأصل في 2020-02-28. اطلع عليه بتاريخ 2009-08-26.
184. ↑  Hendry، Martin؛ Skeldon، Ken (17 فبراير 2005). "Did we really land on the Moon?". Cafescientifique.org. مؤرشف من الأصل في 2009-08-05. اطلع عليه بتاريخ 2009-08-26.
185. ↑  Di Maggio، Mario (نوفمبر 2004). "Hoax Busters". Dimaggio.org. مؤرشف من الأصل في 2007-10-12. اطلع عليه بتاريخ 2009-08-26.
186. ↑  Stoyanova، Silvia، المحرر (10 سبتمبر 2007). "Hubble Shoots The Moon". NASA. مؤرشف من الأصل في 2019-12-16. اطلع عليه بتاريخ 2009-10-20.
187. ↑  David، Leonard (27 أبريل 2001). "Apollo 15 Landing Site Spotted in Images". Space.com. TechMediaNetwork, Inc. مؤرشف من الأصل في 2005-03-01. اطلع عليه بتاريخ 2009-08-26.
188. 1 2  Richmond، Michael (17 أغسطس 2002). "Can we see Apollo hardware on the Moon?". The Amateur Sky Survey (TASS). مؤرشف من الأصل في 2002-07-11. اطلع عليه بتاريخ 2009-08-26.
189. ↑  David، Leonard (4 مارس 2005). "End of Conspiracy Theories? Spacecraft Snoops Apollo Moon Sites". Space.com. TechMediaNetwork, Inc. مؤرشف من الأصل في 2018-12-24. اطلع عليه بتاريخ 2013-05-02.
190. ↑  "The Human Moon". The New York Times. 16 نوفمبر 2009. مؤرشف من الأصل في 2018-12-24. اطلع عليه بتاريخ 2009-11-19.
191. ↑  Matthews، Robert (24 نوفمبر 2002). "World's biggest telescope to prove Americans really walked on Moon". The Daily Telegraph. London. مؤرشف من الأصل في 2019-04-02. اطلع عليه بتاريخ 2009-08-26.
192. ↑  Lawrence، Pete (17 يوليو 2019). "How to find Apollo 11's landing site on the Moon". Sky at Night Magazine. BBC. مؤرشف من الأصل في 2019-09-21. اطلع عليه بتاريخ 2020-03-15.
193. ↑  "The "halo" area around Apollo 15 landing site observed by Terrain Camera on SELENE (KAGUYA)" (Press release). Chōfu, Tokyo: Japan Aerospace Exploration Agency. 20 مايو 2009. مؤرشف من الأصل في 2014-02-09. اطلع عليه بتاريخ 2009-08-26.
194. 1 2  Hautaluoma، Grey؛ Freeberg، Andy (17 يوليو 2009). Garner، Robert (المحرر). "LRO Sees Apollo Landing Sites". NASA. مؤرشف من الأصل في 2020-03-04. اطلع عليه بتاريخ 2009-08-14. NASA's Lunar Reconnaissance Orbiter, or LRO, has returned its first imagery of the Apollo Moon landing sites. The pictures show the Apollo missions' lunar module descent stages sitting on the moon's surface, as long shadows from a low sun angle make the modules' locations evident.
195. ↑  Garner، Robert، المحرر (3 سبتمبر 2009). "Apollo 12 and Surveyor 3". NASA. مؤرشف من الأصل في 2019-10-18. اطلع عليه بتاريخ 2013-05-02.
196. ↑  Antonia (10 سبتمبر 2009). "A HB Response To The LRO Photos". Lunarlandinghoax.com (Blog). Antares 14 Media. مؤرشف من الأصل في 2009-10-18. اطلع عليه بتاريخ 2013-04-27.
197. 1 2  "Chandrayaan sends images of Apollo 15 landing". The Times of India. New Delhi: The Times Group. 2 سبتمبر 2009. مؤرشف من الأصل في 2020-04-23. اطلع عليه بتاريخ 2013-04-20.
198. ↑  "Chandrayaan's moon findings: Water, rocks and traces of Apollo". MSN India. Redmond, WA: Microsoft. India Syndicate. 22 أكتوبر 2009. مؤرشف من الأصل في 2014-05-10. اطلع عليه بتاريخ 2013-04-20.
199. ↑  Lina، Yang، المحرر (فبراير 6, 2012). "China publishes high-resolution full moon map". English.news.cn. Beijing: Xinhua News Agency. مؤرشف من الأصل في مايو 27, 2013. اطلع عليه بتاريخ أبريل 20, 2013.
200. ↑  Papike، James J.؛ Ryder، Graham؛ Shearer، Charles K. (يناير 1998). "Lunar Samples". Reviews in Mineralogy and Geochemistry. Washington, D.C.: Mineralogical Society of America. ج. 36 ع. 1: 5.1–5.234. ISBN:978-0-939950-46-1.
201. ↑  "Wernher von Braun in SS uniform". The Reformation Online. Bible Believers Press. مؤرشف من الأصل في 2019-09-23. Source cited: Dornberger, Walter V-2 (1958) New York: Viking Press [OCLC 255209058].
202. ↑  "Marshall Highlights for 1967". Marshall Space Flight Center History Office. مؤرشف من الأصل في 2014-08-04. اطلع عليه بتاريخ 2006-07-24. Originally "published in a news release issued in late 1967 by the Marshall Center Public Affairs Office."
203. ↑  Head، James N.؛ Melosh، H. Jay؛ Ivanov، Boris A. (نوفمبر 2002). "Martian Meteorite Launch: High-Speed Ejecta from Small Craters". Science. ج. 298 ع. 5599: 1752–56. Bibcode:2002Sci...298.1752H. DOI:10.1126/science.1077483. PMID:12424385. مؤرشف من الأصل في 2020-04-23.
204. ↑  Cooke, Bill (2006). "The Great Interplanetary Rock Swap". Astronomy. Waukesha, WI: Kalmbach Publishing. ج. 34 ع. 8: 64–67. Bibcode:2006Ast....34h..64C. ISSN:0091-6358.
205. 1 2  Korotev, Randy (2005). "Lunar geochemistry as told by lunar meteorites". Chemie der Erde. ج. 65 ع. 4: 297–346. Bibcode:2005ChEG...65..297K. DOI:10.1016/j.chemer.2005.07.001.
206. ↑  "Mars Sample Return". European Space Agency. مؤرشف من الأصل في 2017-08-30.
207. ↑  Portree، David S. F. (7 نوفمبر 2012). "Lunar South Pole-Aitken Sample Return (2002)". Wired. New York: Condé Nast Publications. مؤرشف من الأصل في 2014-01-12. اطلع عليه بتاريخ 2013-05-02.
208. ↑  Duke، Michael B. (يونيو 2003). "Sample return from the lunar South Pole-Aitken Basin". Advances in Space Research. Netherlands: Elsevier. ج. 31 ع. 11: 2347–52. Bibcode:2003AdSpR..31.2347D. DOI:10.1016/S0273-1177(03)00539-8.
209. ↑  Duke، M. B.؛ Clark، B. C.؛ Gamber، T.؛ وآخرون (24 سبتمبر 1999). "Sample Return Mission to the South Pole Aitken Basin" (PDF). مؤرشف من الأصل (PDF) في 2018-12-24. اطلع عليه بتاريخ 2013-05-02. Paper presented at the "New Views of the Moon II: Understanding the Moon Through the Integration of Diverse Datasets" workshop held on September 22–24, 1999, in Flagstaff, AZ. The workshop's preliminary program (PDF).
210. ↑  Kaysing 2002, p. 8
211. ↑  Dorminey، Bruce (مارس 2011). "Secrets beneath the Moon's surface". Astronomy. Waukesha, WI: Kalmbach Publishing: 24–29. ISSN:0091-6358.
212. ↑  Hansen 2005, p. 515
213. ↑  Bender, P. L.؛ Currie, D. G.؛ Dicke, R. H.؛ وآخرون (19 أكتوبر 1973). "The Lunar Laser Ranging Experiment" (PDF). Science. Washington, D.C.: American Association for the Advancement of Science. ج. 182 ع. 4109: 229–38. Bibcode:1973Sci...182..229B. DOI:10.1126/science.182.4109.229. PMID:17749298. مؤرشف من الأصل (PDF) في 2017-02-15. اطلع عليه بتاريخ 2013-04-27.
214. ↑  Jones، Nancy؛ McDonald، Kim (26 أبريل 2010). Jenner، Lynn (المحرر). "NASA's LRO Team Helps Track Laser Signals to Russian Rover Mirror". NASA. Goddard Release No. 10-038. مؤرشف من الأصل في 2019-01-07. اطلع عليه بتاريخ 2012-09-24.
215. ↑  Scheaffer 2004, pp. 226–27
216. 1 2  Plait 2002, p. 156
217. 1 2  Borenstein، Seth (2 نوفمبر 2002). "Book to confirm moon landings". Deseret News. Salt Lake City, UT. Knight Ridder Newspapers. مؤرشف من الأصل في 2009-07-26. اطلع عليه بتاريخ 2009-08-13.
218. ↑  "Did Men Really Land on the Moon?" (Press release). The Gallup Organization. 15 فبراير 2001. مؤرشف من الأصل في 2017-07-09. اطلع عليه بتاريخ 2009-08-14.
219. ↑  Newport، Frank (20 يوليو 1999). "Landing a Man on the Moon: The Public's View" (Press release). Gallup. مؤرشف من الأصل في 2017-08-30. اطلع عليه بتاريخ 2009-08-14.
220. ↑  "One giant leap of imagination". The Age. Melbourne, Australia. Associated Press. 24 ديسمبر 2002. مؤرشف من الأصل في 2018-03-13. اطلع عليه بتاريخ 2009-08-13.
221. ↑  "American Beat: Moon Stalker". Newsweek.com. New York: Newsweek. 15 سبتمبر 2002. مؤرشف من الأصل في 2007-12-06. اطلع عليه بتاريخ 2009-08-13.
222. ↑  Петрова, А.С. (19 Apr 2000). [Were the Americans on the Moon?] (Press release) (بالروسية). Public Opinion Foundation (ФОМ) https://web.archive.org/web/20190402180634/http://bd.fom.ru/report/cat/sci_sci/kosmos/of001605. Archived from the original on 2019-04-02. Retrieved 2009-08-13. {{استشهاد ببيان صحفي}}: |trans-title= بحاجة لـ |title= أو |script-title= (help), |مسار أرشيف= بحاجة لعنوان (help), and الوسيط |عنوان أجنبي= and |عنوان مترجم= تكرر أكثر من مرة (help) Nationwide Russian survey of urban and rural population conducted on April 1, 2000. 1,500 respondents. Americans walked on the Moon? Overall results of poll: 51% yes; 28% no; 22% unsure.
223. ↑  [ru:ИНОГДА ВЫСКАЗЫВАЕТСЯ МНЕНИЕ, ЧТО НА САМОМ ДЕЛЕ ВЫСАДКИ АМЕРИКАНСКИХ АСТРОНАВТОВ НА ЛУНУ НЕ БЫЛО. ВЫ ЛИЧНО ВЕРИТЕ ИЛИ НЕ ВЕРИТЕ, ЧТО АМЕРИКАНСКИЕ АСТРОНАВТЫ ДЕЙСТВИТЕЛЬНО ПОБЫВАЛИ НА ЛУНЕ?] (بالروسية). Public Opinion Foundation (ФОМ). 5 Apr 2000 https://web.archive.org/web/20181224161213/http://bd.fom.ru/report/map/t001333. Archived from the original on 2018-12-24. Retrieved 2013-04-30. {{استشهاد ويب}}: |trans-title= بحاجة لـ |title= أو |script-title= (help) and |مسار أرشيف= بحاجة لعنوان (help)
224. ↑  [ru:ЗНАЕТЕ ЛИ ВЫ, ЧТО-ТО СЛЫШАЛИ ИЛИ СЛЫШИТЕ СЕЙЧАС ВПЕРВЫЕ О ВЫСАДКЕ АМЕРИКАНСКИХ АСТРОНАВТОВ НА ЛУНУ ЛЕТОМ 1969 ГОДА?] (بالروسية). Public Opinion Foundation (ФОМ). 5 Apr 2000 https://web.archive.org/web/20181224161150/http://bd.fom.ru/report/map/t001332. Archived from the original on 2018-12-24. Retrieved 2013-04-30. {{استشهاد ويب}}: |trans-title= بحاجة لـ |title= أو |script-title= (help) and |مسار أرشيف= بحاجة لعنوان (help)
225. ↑  Bizony، Piers (يوليو 6, 2009). "It was a fake, right?". Engineering & Technology. London: Institution of Engineering and Technology. مؤرشف من الأصل في يناير 28, 2011. اطلع عليه بتاريخ فبراير 19, 2011.
226. ↑  Kruesi، Liz (ديسمبر 2009). "The Cosmic Grid". Astronomy. Waukesha, WI: Kalmbach Publishing: 62. ISSN:0091-6358.
227. ↑  Satsvarūpa dāsa Goswami (مايو 1977). "Man on the Moon: A Case of Mass Brainwashing" (PDF). Back to Godhead. Los Angeles: Bhaktivedanta Book Trust. ج. 12 ع. 5: 10–11, 13–14. ISSN:0005-3643. مؤرشف من الأصل (PDF) في 2018-12-24. اطلع عليه بتاريخ 2013-10-09.
228. ↑  Scheaffer 2011, p. 229
229. ↑  Oberg، James (يوليو 1999). "Getting Apollo 11 Right". ABC News. New York: ABC. مؤرشف من الأصل في 2003-04-02. اطلع عليه بتاريخ 2009-08-13. I'm told that this is official dogma still taught in schools in Cuba, plus wherever else Cuban teachers have been sent (such as Sandinista Nicaragua and Angola).
230. ↑  Oberg 1982, p. 97
231. ↑  "Attitudes Toward Space Exploration – Ipsos Poll on Behalf of C-SPAN – Belief in Authenticity of the 1969 Moon Landing" (PDF). C-Span. 10 يوليو 2019. مؤرشف من الأصل (PDF) في 2019-07-12. اطلع عليه بتاريخ 2019-07-21.

### بِاللُغة العربيَّة
1. ↑  إدغار وليامز (2019). القمر طبيعة وثقافة. دائرة الثقافة والسياحة - أبو ظبي - دار الكتب. ASIN:B07R1YJRFC. مؤرشف من الأصل في 2020-04-23.
2. 1 2 3 4  أحمد خالد توفيق (2018). هادم الأساطير. دار كيان للنشر. ص. 65–69. مؤرشف من الأصل في 2020-04-23.
3. 1 2 3  عبد الحكيم، أحمد (18 يوليو 2019). "لماذا لم يتوقف التشكيك بالوصول الى القمر؟ هل للإنكار أساس فعلاً؟". إندبندنت عربية. مؤرشف من الأصل في 2019-12-07. اطلع عليه بتاريخ 2020-04-23.
4. 1 2 3  "رحلة أبولو 11 إلى القمر منعطف كبير في تاريخ الأخبار الكاذبة". النهار. 16 يوليو 2019. مؤرشف من الأصل في 2020-04-23. اطلع عليه بتاريخ 2020-04-23 – عبر أ ف ب.
5. 1 2  "كيف رفرف العلم الأميركي على سطح لا رياح فيه". مركز الروابط للدراسات الاستراتيجية والسياسية. 21 يوليو 2019. مؤرشف من الأصل في 2020-04-23. اطلع عليه بتاريخ 2020-04-23.
6. 1 2  عطوي، محمد هاني (18 ديسمبر 2018). "هبوط الإنسان على القمر حقيقة.. أم زيف؟". صحيفة الخليج. مؤرشف من الأصل في 2019-09-24. اطلع عليه بتاريخ 2020-04-23.
7. 1 2  "هل خدعت أمريكا العالم عندما زعمت الوصول إلى القمر؟". القدس العربي. 30 يناير 2016. مؤرشف من الأصل في 2020-04-23. اطلع عليه بتاريخ 2020 أبريل 23. {{استشهاد ويب}}: تحقق من التاريخ في: |تاريخ الوصول= (مساعدة)
8. ↑  "بين الأساطير ونظريات المؤامرة.. هل كان الهبوط على القمر أكذوبة كبيرة؟". عربي بوست. 24 يوليو 2019. مؤرشف من الأصل في 2020-04-23. اطلع عليه بتاريخ 2020-04-23.

### المعلومات الكاملة للمراجع
- Aaronovitch، David (2010) [Originally published 2009 in Great Britain by Jonathan Cape]. Voodoo Histories: The Role of the Conspiracy Theory in Shaping Modern History (ط. الأولى الأمريكية). New York: Riverhead Books. ISBN:978-1-59448-895-5. مؤرشف من الأصل في 2020-08-02.
- Attivissimo، Paulo (2013). Moon Hoax: Debunked! (ط. الأولى الإنجليزية). Lulu. ISBN:978-1-291-59157-6.
- Bennett، Mary؛ Percy، David S. (2001) [First published 1999 in Great Britain by Aulis Publishers]. Dark Moon: Apollo and the Whistle-Blowers. Kempton, IL: Adventures Unlimited Press. ISBN:978-0-932813-90-9.
- Brian، William L. (1982). Moongate: Suppressed Findings of the U.S. Space Program, The NASA-Military Cover-Up (ط. الأولى). Portland, OR: Future Science Research Publishing Co. ISBN:978-0-941292-00-9.
- Chaikin، Andrew (2007) [First published 1994]. A Man on the Moon: The Voyages of the Apollo Astronauts. Foreword by Tom Hanks and a new afterword by the author (ط. Reissue). New York: Penguin Books. ISBN:978-0-14-311235-8. مؤرشف من الأصل في 2022-03-30.
- Dick، Steven J.؛ Launius، Roger D.، المحررون (2007). Societal Impact of Spaceflight (PDF). Washington, D.C.: NASA. ISBN:978-0-16-080190-7. NASA SP-2007-4801. مؤرشف من الأصل (PDF) في 2018-12-24. اطلع عليه بتاريخ 2013-06-07. Part 2 available here (PDF).
- Hansen، James R. (2005). First Man: The Life of Neil A. Armstrong. New York: Simon & Schuster. ISBN:978-0-7432-5631-5. مؤرشف من الأصل في 2022-05-13.
- Harrison، Guy P. (2012). 50 popular beliefs that people think are true. Foreword by Phil Plait. Amherst, NY: Prometheus Books. ISBN:978-1-61614-495-1. مؤرشف من الأصل في 2021-03-08.
- Heiken، Grant H.؛ Vaniman، David T.؛ French، Bevan M. (1991). Lunar Sourcebook: A User's Guide to the Moon. Cambridge, England; New York: Cambridge University Press. ISBN:0-521-33444-6. مؤرشف من الأصل في 2022-04-07. اطلع عليه بتاريخ 2013-05-24.
- Kaysing، Bill (2002) [First published 1976]. We Never Went to the Moon: America's Thirty Billion Dollar Swindle. Randy Reid credited as co-author in 1976 editions. Pomeroy, WA: Health Research Books. OCLC:52390067.
- Kranz، Gene (2000). Failure is not an Option: Mission Control from Mercury to Apollo 13 and Beyond. New York: Simon & Schuster. ISBN:0-7432-0079-9. مؤرشف من الأصل في 2022-05-30.
- Lheureux, Philippe (2000). Lumières sur la Lune [Lights on the Moon] (بالفرنسية). Chatou: Éditions Carnot. ISBN:978-2-912-36249-0. Archived from the original on 2019-12-26.
- Longuski، Jim (2006). The Seven Secrets of How to Think Like a Rocket Scientist. New York: Springer Publishing. ISBN:978-0-387-30876-0. مؤرشف من الأصل في 2021-03-08.
- McAdams، John C. (2011). JFK Assassination Logic: How to Think about Claims of Conspiracy. Washington, D.C.: Potomac Books. ISBN:978-1-59797-489-9.
- Mindell، David A. (2008). Digital Apollo: Human and Machine in Spaceflight. Cambridge, MA: MIT Press. ISBN:978-0-262-13497-2.
- Мухин, Юрий Игнатьевич (2005). [Anti-Apollo: Lunar Scam of the USA] (بالروسية). Moscow: Eksmo. ISBN:978-5-699-08657-3. {{استشهاد بكتاب}}: |trans-title= بحاجة لـ |title= أو |script-title= (help) and الوسيط |عنوان أجنبي= and |عنوان مترجم= تكرر أكثر من مرة (help)
- Oberg، James E. (1982). UFOs & Outer Space Mysteries: A Sympathetic Skeptic's Report. Norfolk, VA: The Donning Company. ISBN:978-0-89865-102-7.
- Plait، Philip C. (2002). Bad Astronomy: Misconceptions and Misuses Revealed, from Astrology to the Moon Landing "Hoax". New York: John Wiley & Sons. ISBN:0-471-40976-6.
- Попов, Александр Иванович (2009). [Americans on the Moon: The Great Breakthrough or Space Scam?] (بالروسية). Moscow: Veche. ISBN:978-5-9533-3315-3. {{استشهاد بكتاب}}: |trans-title= بحاجة لـ |title= أو |script-title= (help) and الوسيط |عنوان أجنبي= and |عنوان مترجم= تكرر أكثر من مرة (help)
- Ramsay، Robin (2006). Conspiracy Theories. Harpenden: Pocket Essentials. ISBN:1-904048-65-X. مؤرشف من الأصل في 2022-03-22.
- René، Ralph (1994). Lucas، Stu (المحرر). NASA Mooned America!. Drawings by Chris Wolfer. Passaic, NJ: René. OCLC:36317224.
- Scheaffer، Robert (2011). Psychic Vibrations: Skeptical Giggles from The Skeptical Inquirer. Illustrations by Rob Pudim. Charleston, SC: CreateSpace. ISBN:978-1-4636-0157-7. Reprinted from the Skeptical Inquirer, Fall 1977.
- Scott، David؛ Leonov، Alexei؛ Toomey، Christine (2004). Two Sides of the Moon: Our Story of the Cold War Space Race. Foreword by Neil Armstrong; introduction by Tom Hanks (ط. الأولى الأمريكية). New York: Thomas Dunne Books. ISBN:0-312-30865-5. مؤرشف من الأصل في 2022-03-31.
- Shepard، Alan B.؛ Slayton، Donald K. (1994). Moon Shot: The Inside Story of America's Race to the Moon. With Jay Barbree and Howard Benedict; introduction by Neil Armstrong. Atlanta: Turner Publishing. ISBN:978-1-878685-54-4. مؤرشف من الأصل في 2022-03-11.
- 副島, 隆彦 (2004). [Apollo 11 Has Never Been to the Moon] (باليابانية). Tokyo: Tokuma Shoten. ISBN:978-4-198-61874-2. {{استشهاد بكتاب}}: |trans-title= بحاجة لـ |title= أو |script-title= (help) and الوسيط |عنوان أجنبي= and |عنوان مترجم= تكرر أكثر من مرة (help)
- Wisnewski، Gerhard (2007) [Originally published 2005 in German under the title Lügen im Weltraum, Von der Mondlandung zur Weltherrschaft, Knaur Taschenbuch Verlag, Munich]. One Small Step?: The Great Moon Hoax and the Race to Dominate Earth from Space. English translation by Johanna Collis. Forrest Row: Clairview Books. ISBN:978-1-905570-12-6.
- Woods، W. David (2008). How Apollo Flew to the Moon. New York: Springer-Verlag. ISBN:978-0-387-71675-6. مؤرشف من الأصل في 2022-05-31.

## وصلات خارجية
- مقالة تحت عنوان هل حقا هبط الإنسان سطح القمر ؟! مع وفاة أرمسترونغ
- مقالة في موقع أصدق العلوم تحت عنوان: الرد على أشهر مغالطات وإدعاءات أصحاب نظريات المؤامرة بشأن هبوط الإنسان على القمر